# Geschichte von Lauchringen
Die Gemeinde Lauchringen entstand 1971 aufgrund des „Gesetzes zur Stärkung der Verwaltungskraft kleinerer Gemeinden vom 26. März 1968 des Landes Baden-Württemberg (Gebiets- und Verwaltungsreform)“ im Landkreis Waldshut durch Zusammenschluss der beiden Ortschaften Oberlauchringen und Unterlauchringen.
Oberlauchringen ist die historisch weitaus ältere Ortschaft, die bereits frühgeschichtliche Spuren aufweist und aufgrund ihrer Verkehrslage bis ins 19. Jahrhundert wichtige Institutionen beherbergte.

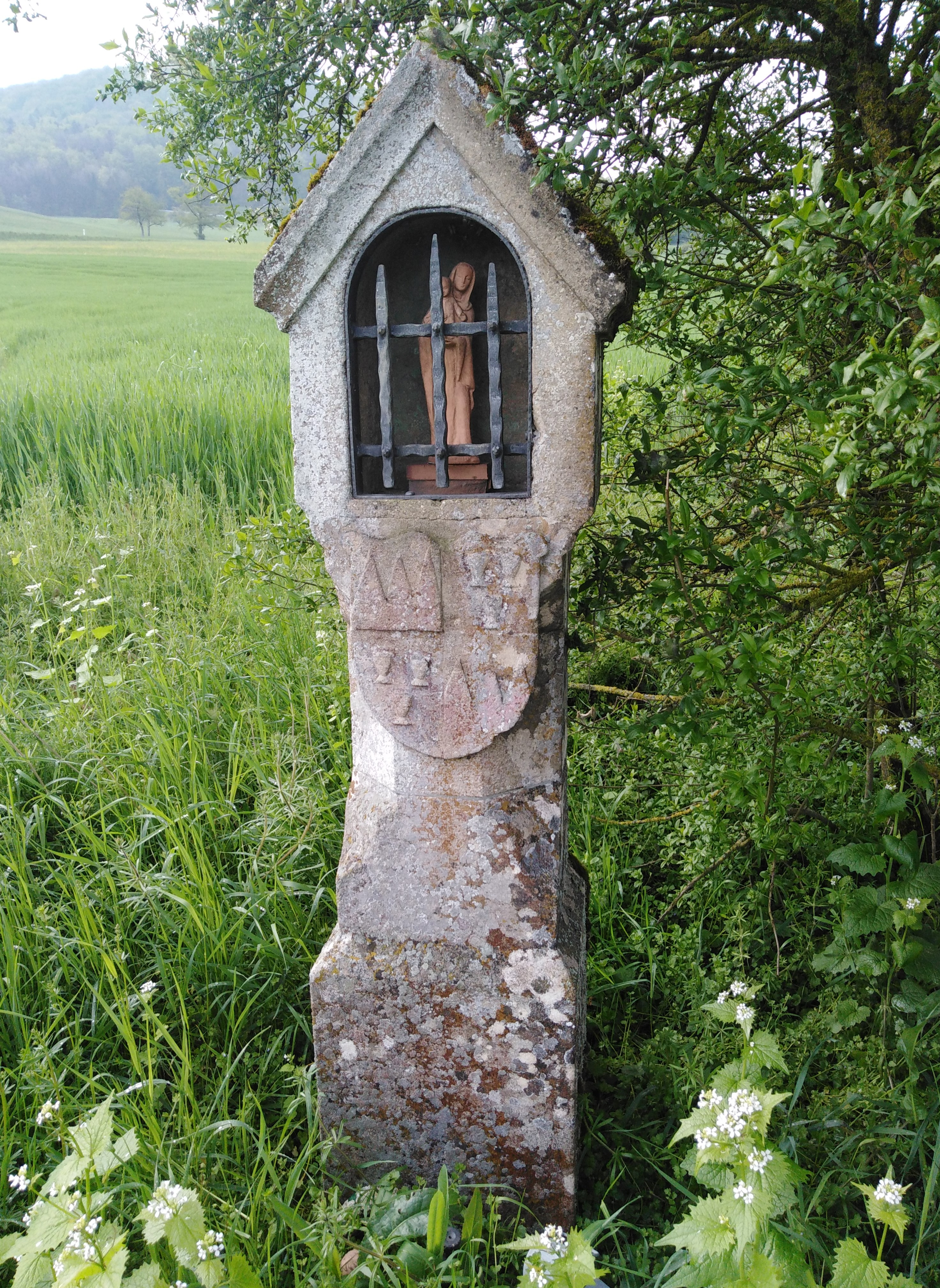
Marienbildstock vor dem Küssenberg aus dem Jahr 1605 mit dem Wappen des Landgrafen Rudolf IV. von Sulz und dessen Gemahlin Barbara von Staufen nahe der Römerstraße

## Historiographische Bedingungen

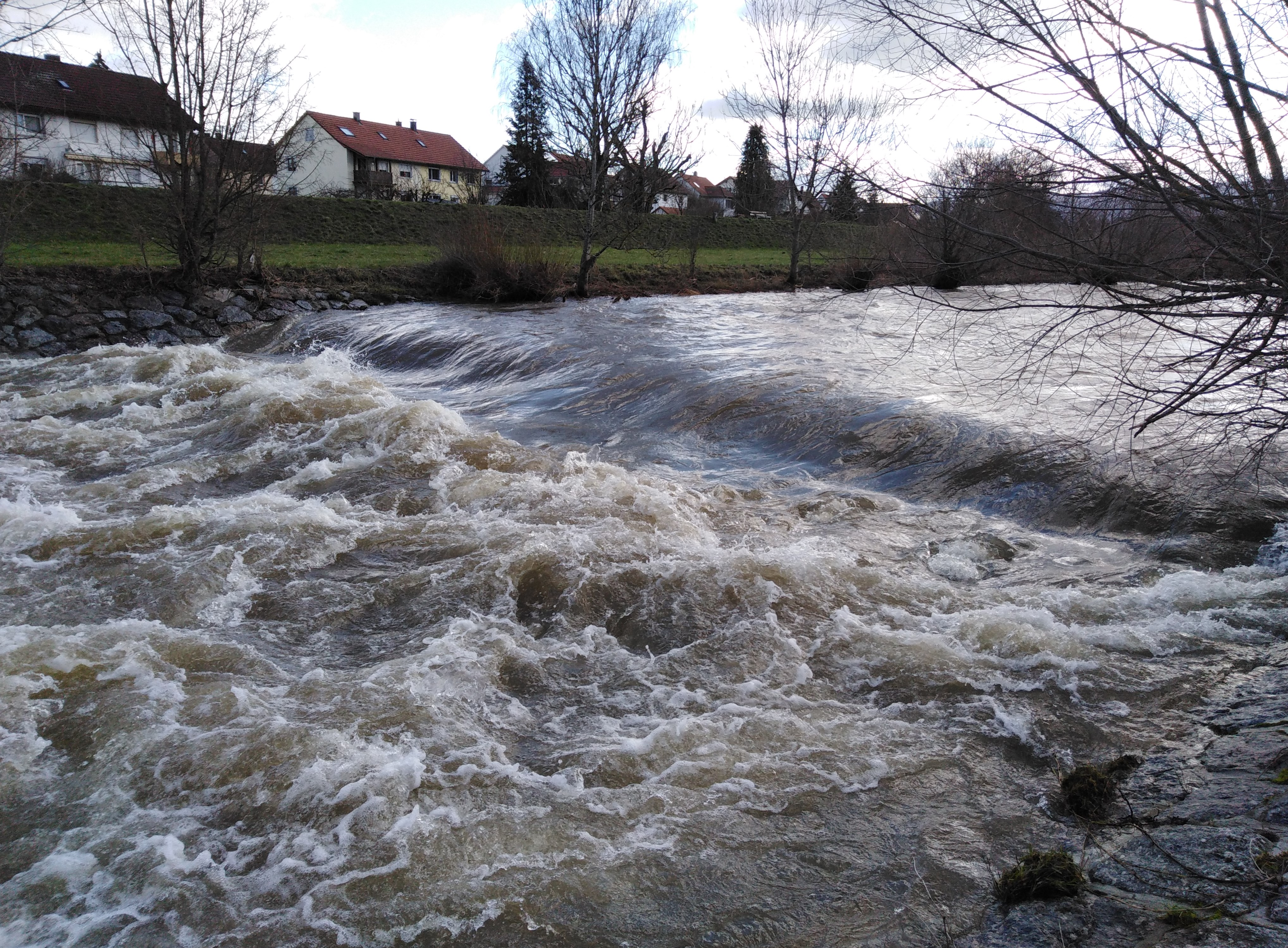
Wutach mit einem heute ungefährlichen Frühjahrsstarkwasser

Die Ortsgeschichte ist vom Fluss Wutach geprägt, früher auch „Wütende Ach“ genannt, der wegen seiner reißenden Hochwasser bis zu seiner Regulierung 1816 vielen anrainenden Bewohnern das Leben schwer machte. Zudem mäandrierte die Wutach ab Horheim stark und zusammen mit den damals mehr Wasser führenden Klettgau-Bächen war die Ebene weiträumig versumpft und auch wegen des Ungeziefers lange nur an den Hanglagen besiedelbar.
Die Mühle am Lauffen hat ein hohes Alter; entwicklungsfähig war die Lage des heutigen Unterlauchringen jedoch erst nach der Wutach-Regulierung ab 1816 durch Johann Gottfried Tulla.
Noch Franz Xaver Beck in seiner Geschichte des Klettgau von 1806 beschreibt Unterlauchringen „als kleines, auf einer steinigen Ebene auf dem rechten Wutachufer gelegenes Dorf.“

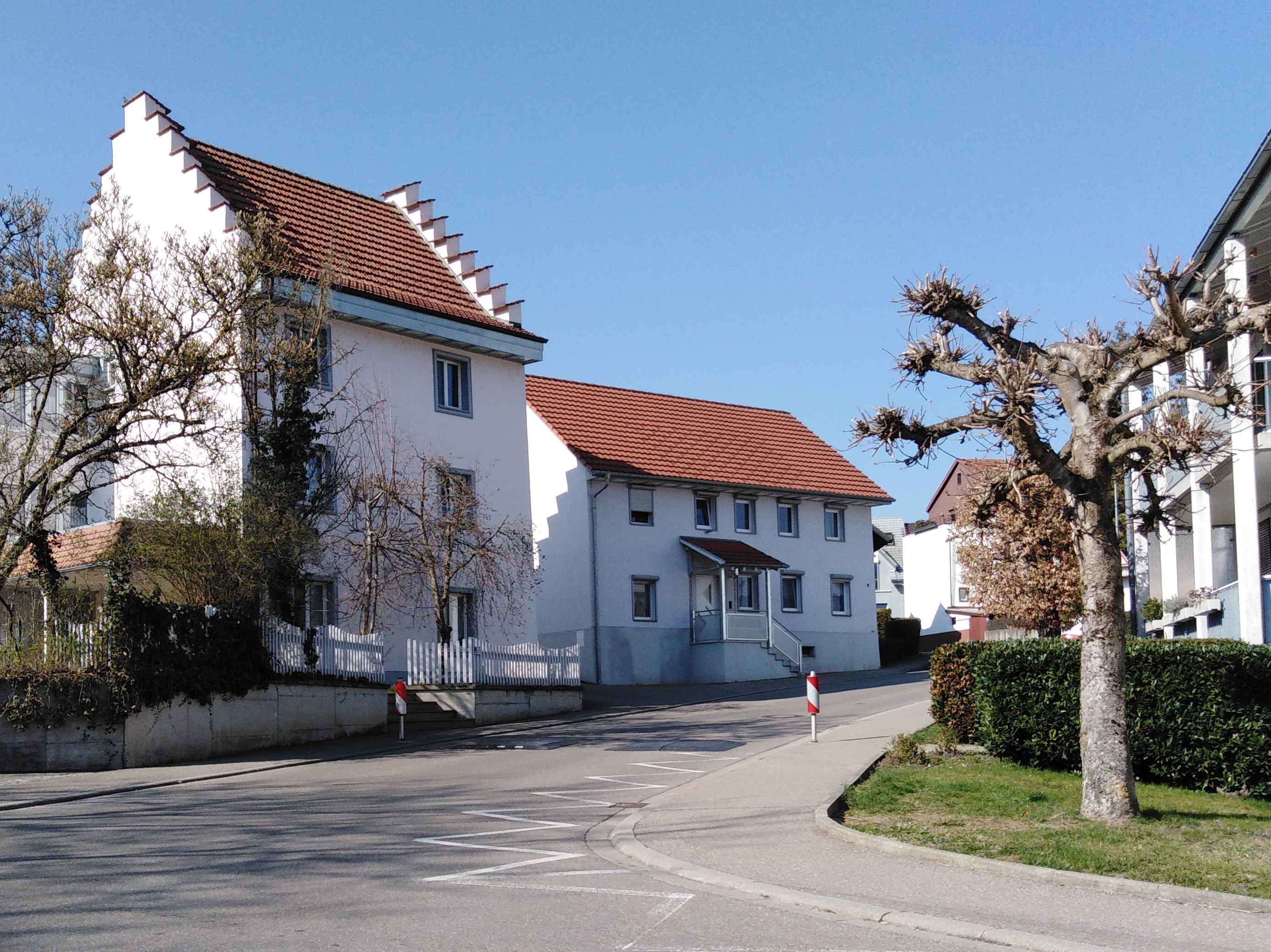
Das ehemalige Vogtshaus (Schildknecht-Haus) vor der Anhöhe

Damit ist die Anhöhe gemeint, die im Bogen der Wutach am Reiherwald lag und von der dortigen Brücke aus an der Straße zum Markt- und Kirchplatz führt. Alles Gelände mit dem heutigen Schwimmbad, dem Sportplatz bis zum „Ried“ (= Feuchtfläche) und dem Zusammenfluss mit der Steina war bis zur Regulierung kaum besiedelbar. Auch nach der Begradigung – auf der Gemarkungskarte von 1881 – ist neben einem immer noch ausgedehnten Wiesenbereich allenfalls Ackerland verzeichnet.
Mit „Lauchringen“ war somit bis ins 17. Jahrhundert immer nur das heutige Oberlauchringen gemeint. Als getrennt verzeichnet sind die beiden Orte erstmals auf einer Landkarte von Hans Conrad Gyger 1667.

## Frühe Geschichte
Beim Bau der Bundesautobahn 98 stieß man 1991 auf eine Höhle, in der ein kleines Kieferstück mit drei Placodus-Zähnen entdeckt wurde. Die Höhle wurde nach kurzer Erkundung durch Fachleute wieder verschlossen.

### Bronzezeit
Nach Feststellungen von Egon Gersbach, 1969, lagen seinerzeit „zwischen der Bundesstraße 314 und dem Südfuß des Wiggenberges zwei anscheinend selbstständige, hallstattzeitliche Grabhügelgruppen. […] Die westliche Gruppe umfaßt zehn große und kleinere Hügel; […] die sechs Hügel der östlichen sind dagegen lockerer gruppiert.“ Es folgen exakte Angaben zu Durchmesser und Höhe der Hügel.

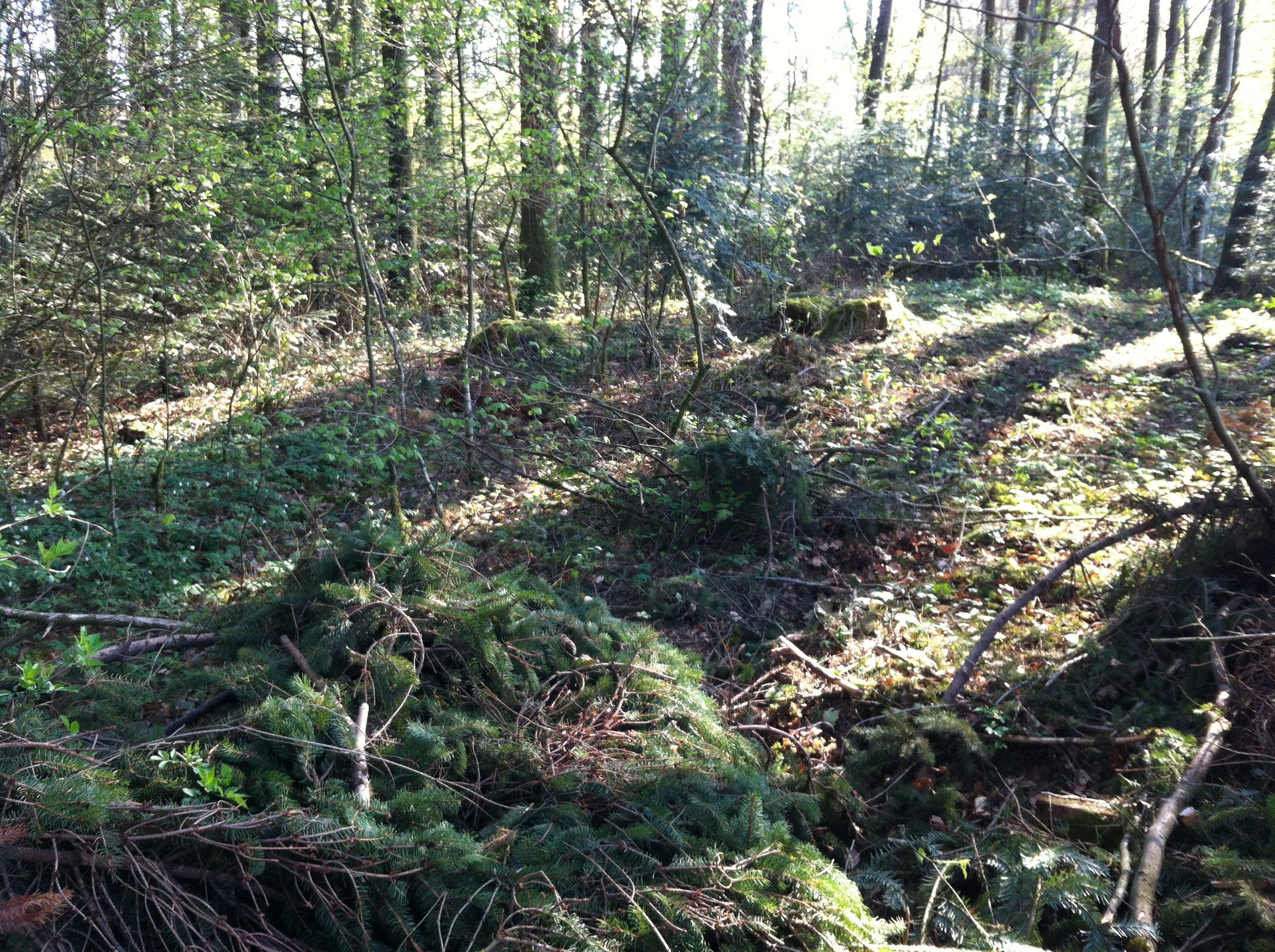
Der 2017/18 betroffene Grabhügel Nr. 11, außerhalb des Gewerbegebiets

1969 wurde von der damals noch selbstständigen Gemeinde Oberlauchringen ...

„... ein Gewerbebebauungsplan im Bereich des Gemeindewaldes ‚Wiggenberg‘, der sich nördlich und nordöstlich des Ortes erstreckt, aufgestellt. Dadurch waren 12 Grabhügel akut gefährdet, sodaß sie 1971/72 vollständig ausgegraben werden mußten. Die Erd-Steinhügel erbrachten Befunde der Hallstattzeit und Hinweise auf eine schon frühere Belegung in der mittleren und ausgehenden Hügelgräberbronzezeit. Durch den Bau der A 98 (Hochrheinautobahn) mußten 1990 zwei weitere Hügel ausgegraben werden.“

Bei der geplanten Ausweitung des Gewerbegebiets 2017 war einer der drei letzten verbliebenen Grabhügel im Weg. Dem Vorschlag von Bürgermeister Thomas Schäuble „Wir sollten Ausgrabungen lancieren und das Gebiet der Öffentlichkeit zugänglich machen“, wurde vom Denkmalamt des Regierungspräsidiums Stuttgart „mit den hohen Kosten hierfür entgegnet.“ Dadurch fällt „ein Teil des ursprünglich geplanten Gebiets weg.“ Die Lage des denkmalgeschützten Hügels ist mittlerweile festgestellt.

### Römer
Zu berücksichtigen ist, dass bis in die Neuzeit hinein das Umfeld des Zusammenflusses der Bäche aus dem Klettgau (Klingengraben und Schwarzbach, vereinigt zu Kotbach) mit der Wutach, Überschwemmungsgebiet war, sodass Siedlungen nur in umliegenden, höheren oder entfernteren Bereichen möglich waren.

„1861 wurden beim Eisenbahnbau nordwestlich von Oberlauchringen ‚trichterförmige Gruben‘ und ‚Spuren gebrannten Kalks‘ angeschnitten. Die im Durchmesser 1,5–1,8 m breiten Gruben enthielten Holzkohle und verbrannte Steine, dazu fand man ‚in ca. 1 m Tiefe Knochen‘ und Keramik. Letztere wurden vom damaligen Konservator der Kunstdenkmäler und Altertümer, A. von Bayer, als römisch bestimmt.

18 römische Münzen, davon nur sechs näher bestimmbar, werden im Fundbericht von 1861 nicht erwähnt, sollen nach K. Bissinger aber ebenfalls von hier stammen. Die Funde sind heute verschollen bzw. im BLM (Badisches Landesmuseum Karlsruhe) nicht mehr aufzufinden.“

Ein sichtbarer Hinweis auf römische Bebauung kann der Obere Talweg am Hang nördlich von Oberlauringen sein – der recht massive Untergrund, der seitliche (Entwässerungs-)Graben und die Gradlinigkeit in Fortsetzung am archäologischen Fundplatz unterhalb des Küssenberges vorbei bis zum teilergrabenen Gutshof bei Grießen lassen die Vermutung einer Römerstraße zu.

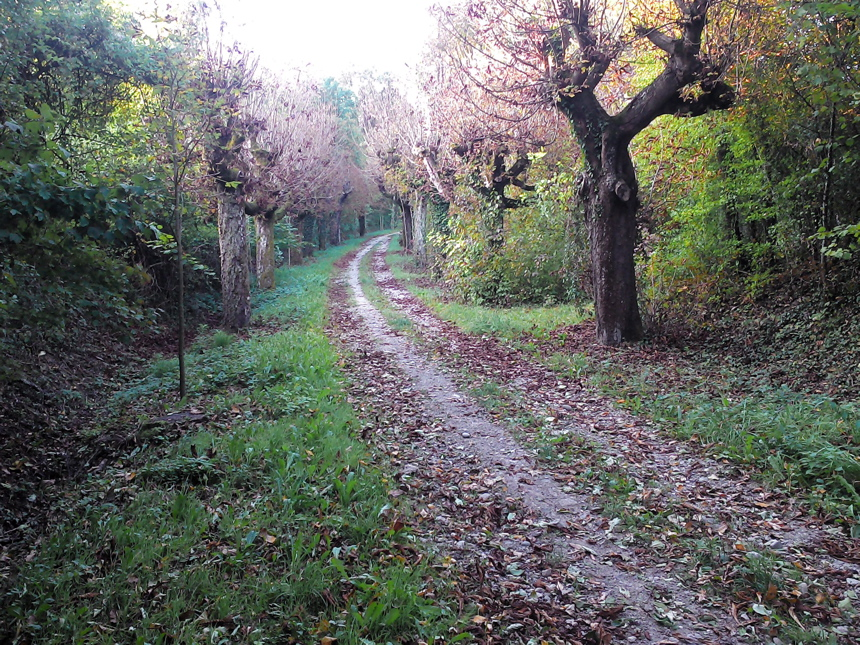
Die bis 1870 als Hauptverbindung genutzte Römerstraße

Als gesichert in der Heimatforschung geltend, doch nicht als Bodendenkmal geschützt liegt auf der Gemarkung von Oberlauchringen ein Teilstück der römischen Heeresstraße, die vom Alpenraum über die Passhöhe in den nördlichen Klettgau über Hallau nach Stühlingen/Schleitheim (Römerstadt Juliomagus) führte. Dieses Teilstück, das noch gut erkennbar ist, führte von Bechtersbohl am Fuße der Küssaburg geradlinig zur Klettgauebene und bog dort östlich in Richtung Erzingen ab.

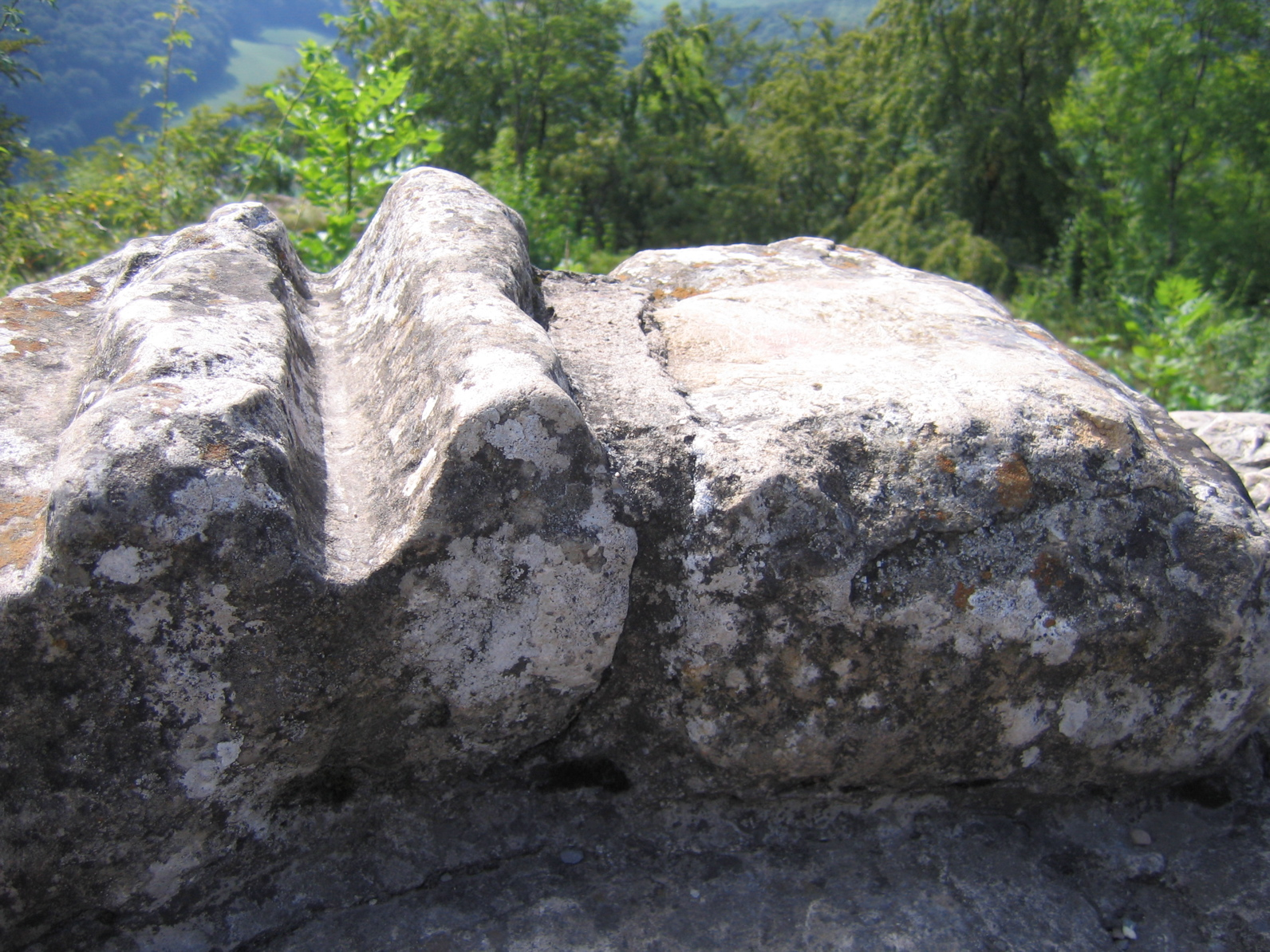
Spurstein der antiken Straße, in der Küssaburg vermauert

Der Archäologe Jürgen Trumm formuliert:

„Am Fuße der Küssaburg, dort wo die alte Trasse des ‚Heidengäßchens‘ die Trümmerstätte der ‚Heidenstadt‘ durchquert, unternahm der Freiburger Historiker Heinrich Schreiber bereits 1844 erste ‚Anschürfungen‘. 1889 und 1896/98 folgten weitere Sondagen, wobei an mehreren Stellen Mauerzüge und Reste von Holzbauten angetroffen wurden. Beobachtungen beim Bau einer Wasserleitung erbrachten 1963 auf einer Strecke von mindestens 175 m römische Befunde.“

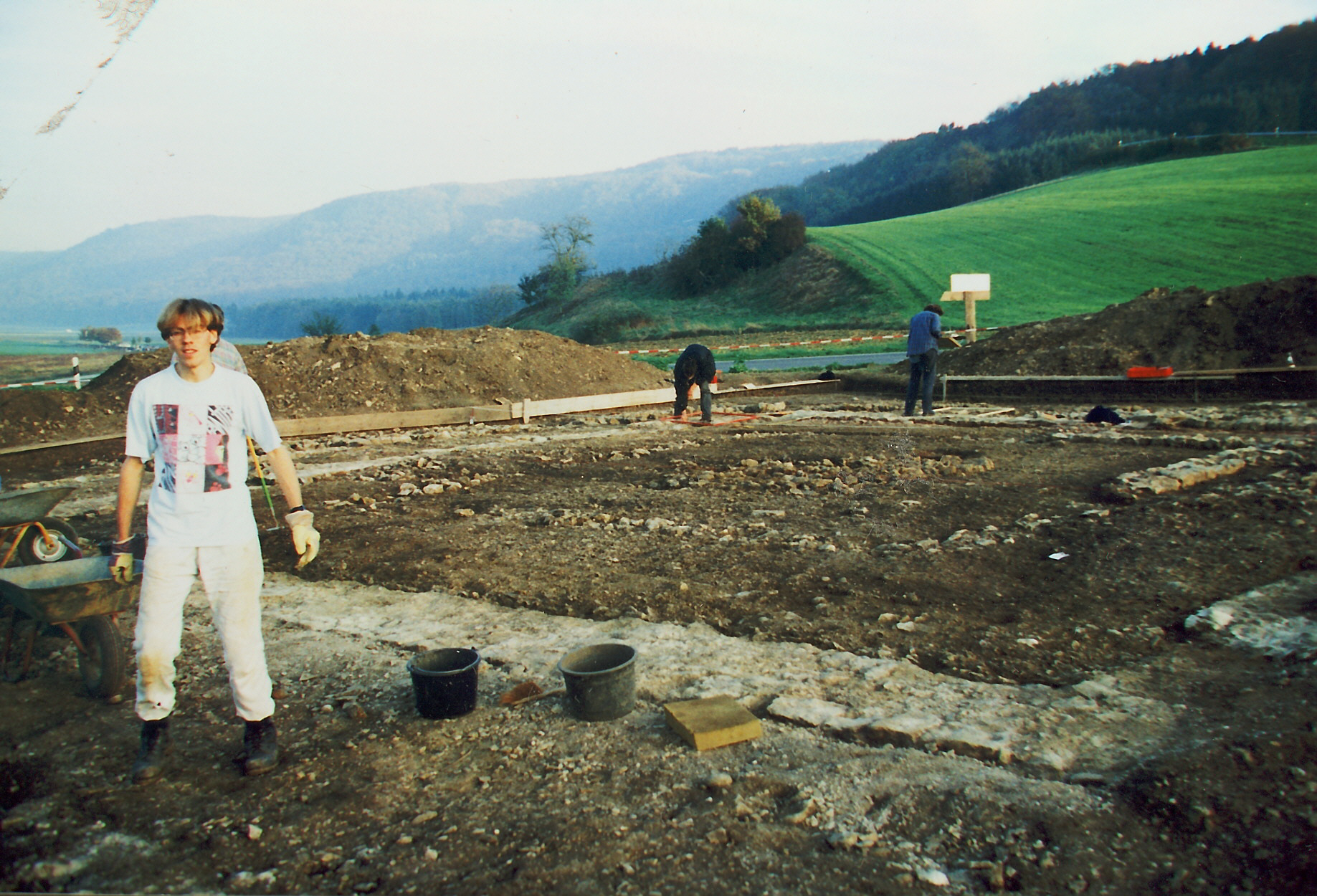
Die freiliegenden Tempelfundamente während der Grabung 1995

Noch am Hang unterhalb der Burg, nahe der heutigen Serpentinenstraße wurde 1995 ein Gallo-römischer Tempel ausgegraben, dessen Entstehung aufgrund der Münzfunde ab ca. 70 n. Chr. (Bronzeprägung des Vespasian) datiert werden kann.
Das Geviert des Tempels war nur noch über die Mauerfundamente zu erkennen, von denen „aufgehendes Mauerwerk mit maximal zwei Steinlagen sowie Reste eines gekiesten Laufhorizontes […] sich lediglich noch an der Südecke der Cella erhalten (hatten).“
Luftbildaufnahmen hatten ergeben, dass im Umfeld noch Mauerstrukturen von weiteren fünf Gebäuden zu erkennen sind. Als Standortfaktor gilt „kaum“ ein römischer Gutshof:
„Unweit des Umgangstempels traf die Fernstraße vom Hochrhein zur oberen Donau vermutlich mit der rechten Rheinuferstraße, welche vom Bodensee zum Basler Rheinknie führte, zusammen. Es ist anzunehmen, daß der gesamte Komplex seine Existenzgrundlage im hier vorbeiziehenden Waren- und Menschenstrom hatte.“
Die Ausgrabung war 1996 abgeschlossen, weitere Untersuchungen konnten aus verschiedenen, darunter finanziellen Gründen nicht unternommen werden, der Bereich wurde wieder überdeckt und ist als archäologisches Bodendenkmal geschützt.

### Alamannen
Da schriftliche Erwähnungen der Hochrheinregion aus römischer Zeit nicht vorliegen, sind der frühste Hinweis auf Ortschaften die Namen, wobei die Endung -ingen auf eine alamannische Siedlungsexistenz hinweist. Dies war nach dem Abzug der letzten römischen Truppen Mitte des 5. Jahrhunderts von der Hochrheinlinie möglich. Seit ca. 300 n. Chr. war der Fluss zwar schon Grenze gegen die germanische Völkerwanderung, doch beherrschten die Römer wahrscheinlich noch das Vorfeld bis zur Wutach, sodass rheinnahe Siedlungen erst ab dem 6. Jahrhundert anzunehmen sind.
Es dauerte weitere 300 Jahre bis mit den germanischen Reichsbildungen nach den Siegen der Franken unter Chlodwig über die Alamannen (496 n. Chr.) überregionale Herrschaftsstrukturen Einzug hielten, die auch im Zusammenhang von Klostergründungen standen und damit auch wieder der Geld- und Schriftverkehr verbreitet wurde. Überlieferte Urkunden beziehen sich fast ausschließlich auf Eigentumsbeziehungen.
„Die beim Bahnbau gemachten Funde von Ueberresten römischer Kultur (Tongefäße), sowie die Freilegung eines alemannischen Friedhofes mit großen Plattengräbern (Eisenwaffen und Schmuckstücke von Gold und Silber) deuten das hohe Alter der Siedelung von Lauchringen an.“ Der Verbleib der Funde ist unbekannt.

## Mittelalter
Zu einer dem alamannischen Gräberfeld zugehörigen Siedlung liegen keine Funde vor. Im Allgemeinen liegt es daran, dass die Alamannen im Gegensatz zu den Römern ausschließlich mit Holz bauten und auch keine Burgen errichteten. Römische Plätze wurden gemieden – ein Umstand, der sich ab der frühen Christianisierung dann in Gewann-Namen niederschlug; etwa in Zusammensetzungen mit "Heiden" wie Heidenäcker oder Heidengäßle für die alte Römerstraße nach Bechtersbohl, die jedoch bis ins 19. Jahrhundert hier als einzige Verbindung genutzt wurde.

### Vorgeschichte von Oberlauchringen
Ersterwähnung

Das erste Schriftstück – „eine Rheinauer Klosterurkunde, in welcher der Ortsname Lauchringen erscheint – und damit ist als die ältere der beiden Siedlungen zunächst immer Oberlauchringen gemeint –, wurde zwischen dem 20. April und 20. Juni 860 in Lauchringen selbst ausgestellt.“
Falsch datierte Urkunde
Vor der Chronik von Brigitte Matt-Willmatt und Karl-Friedrich Hoggenmüller aus dem Jahr 1986 nennt die Literatur eine Urkunde von 844, die als erste urkundliche Erwähnung galt, doch „durch die neuere Forschung in Frage gestellt und […] auf das Jahr 901/02 datiert“ wurde. Argument von B. Matt-Willmatt und Hoggenmüller ist, dass „die urkundliche Überlieferung für das Benediktinerkloster Rheinau, das gegen Ende des 8. Jahrhunderts gegründet wurde, […] erst Mitte des 9. Jahrhunderts ein(setzt).“ (Chronik, S. 27 und 69).

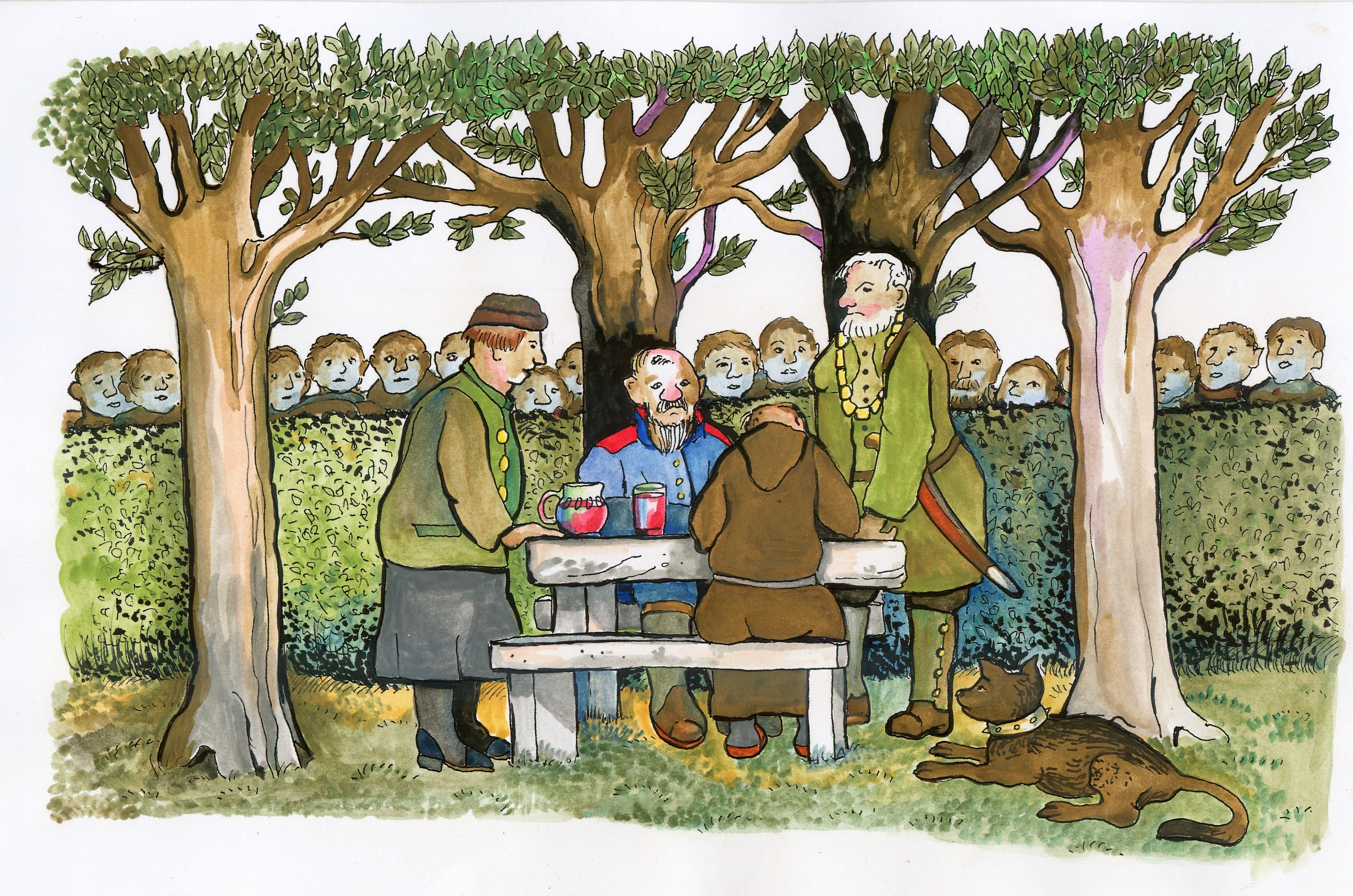
Klettgau-Graf Gozbert überträgt Eigentum ans Kloster (W. Pabst)

Auch nach der Niederlage der Alemannen gegen die Franken konnten jene eine gewisse Autonomie unter eigenen Herzögen behaupten. Es kam zu zahlreichen Aufständen. Das um 800 begründete Frankenreich unter Karl dem Großen zerfiel in der Folge ab 843 über Erbschaftsteilungen in karolingische Teilreiche; Alemannien gehörte zum Ostfrankenreich, das zur Zeit der Ausstellung der Lauchringer Urkunde (860) in Auflösung geriet.
Dies bedrohte auch regionale Adlige in ihren Besitzständen und so ist zu diesem Zeitpunkt eine Vielfalt von (beurkundeten) Eigentumsübertragungen an Klöster zu beobachten, deren Vorstände meist eben solche Adlige waren – so war der Klettgaugraf Gozbert auch Abt des Klosters Rheinau. Die Klöster hatten in jener Zeit eine eigene, zentrale Herrschaftsstruktur im Zusammenhang mit großen Diözesen gebildet, die mit dem jeweils mächtigsten Frankenherrscher in Verbindung standen, sodass es bei diesen meist mit zur ‚Erlangung des Seelenheils‘ begründeten Schenkungen, schlicht um politische Akte zur Rettung eigenen Besitzes ging.

### Der Galgenbuck

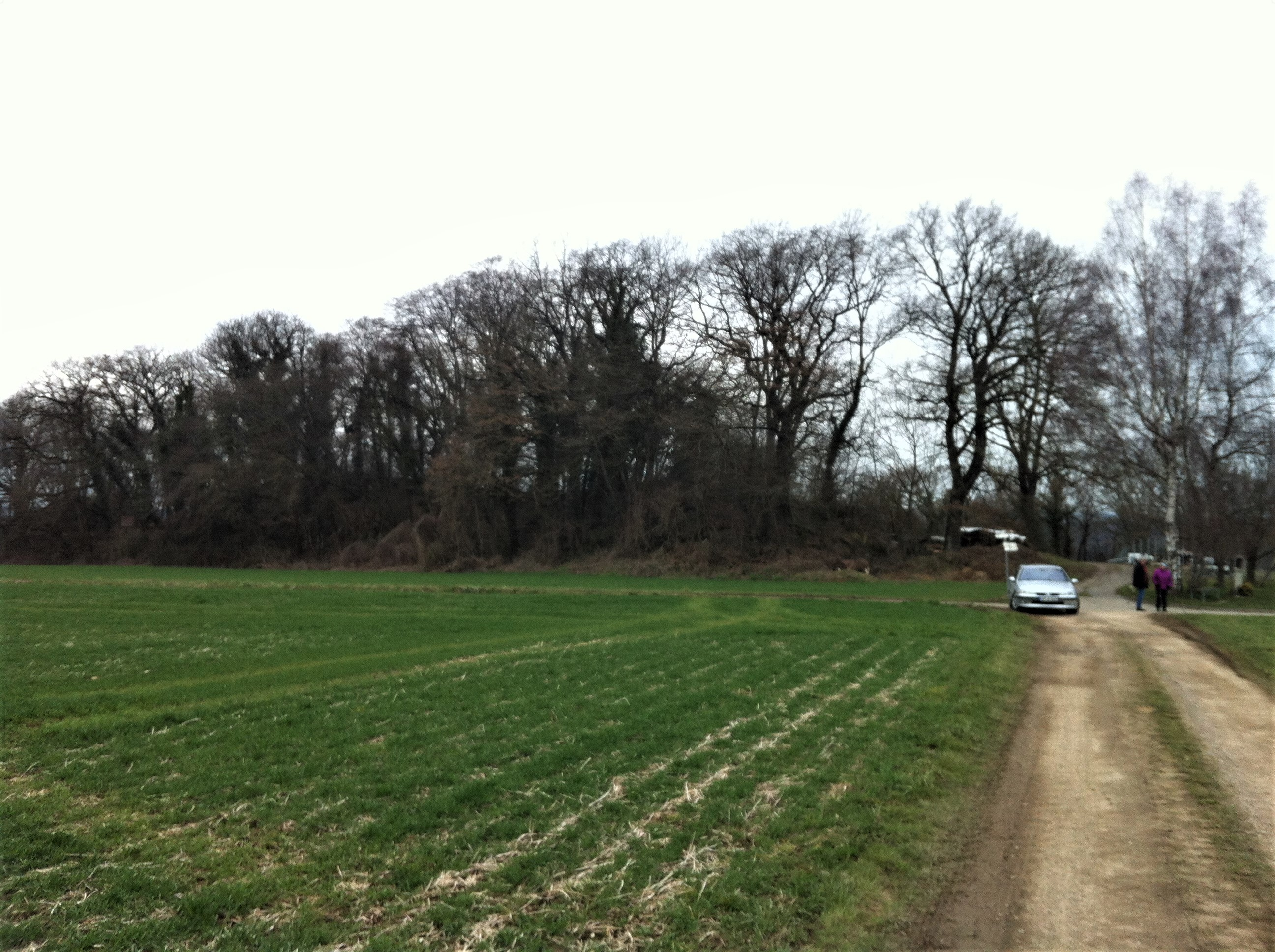
Der Galgenbuck aus südlicher Richtung

Ein bis heute merkwürdiger Ort, der vermutlich schon früh ein Siedlungsplatz oder auch ein Versteck darstellte, ist der Galgenbuck, im Mittelalter eine Richtstätte östlich von Lauchringen. Es ist eine baumbestandene Anhöhe im äußersten westlichen Bereich der Klettgau-Ebene unweit von Oberlauchringen. Hier liegen in Reihe drei Felserhebungen, die aus Nagelfluh bestehen. Ursprünglich waren derartige Felspartien in der Ebene häufig, wenn auch nicht in dieser Größe und Ausdehnung. Im 19. und 20. Jahrhundert wurden sie meist beseitigt, um einheitlich landwirtschaftliche Flächen anzulegen.
Der Ort war die „Hinrichtungsstätte des Klettgau“. Überliefert ist: In der „Schindergasse“ in Dangstetten ...

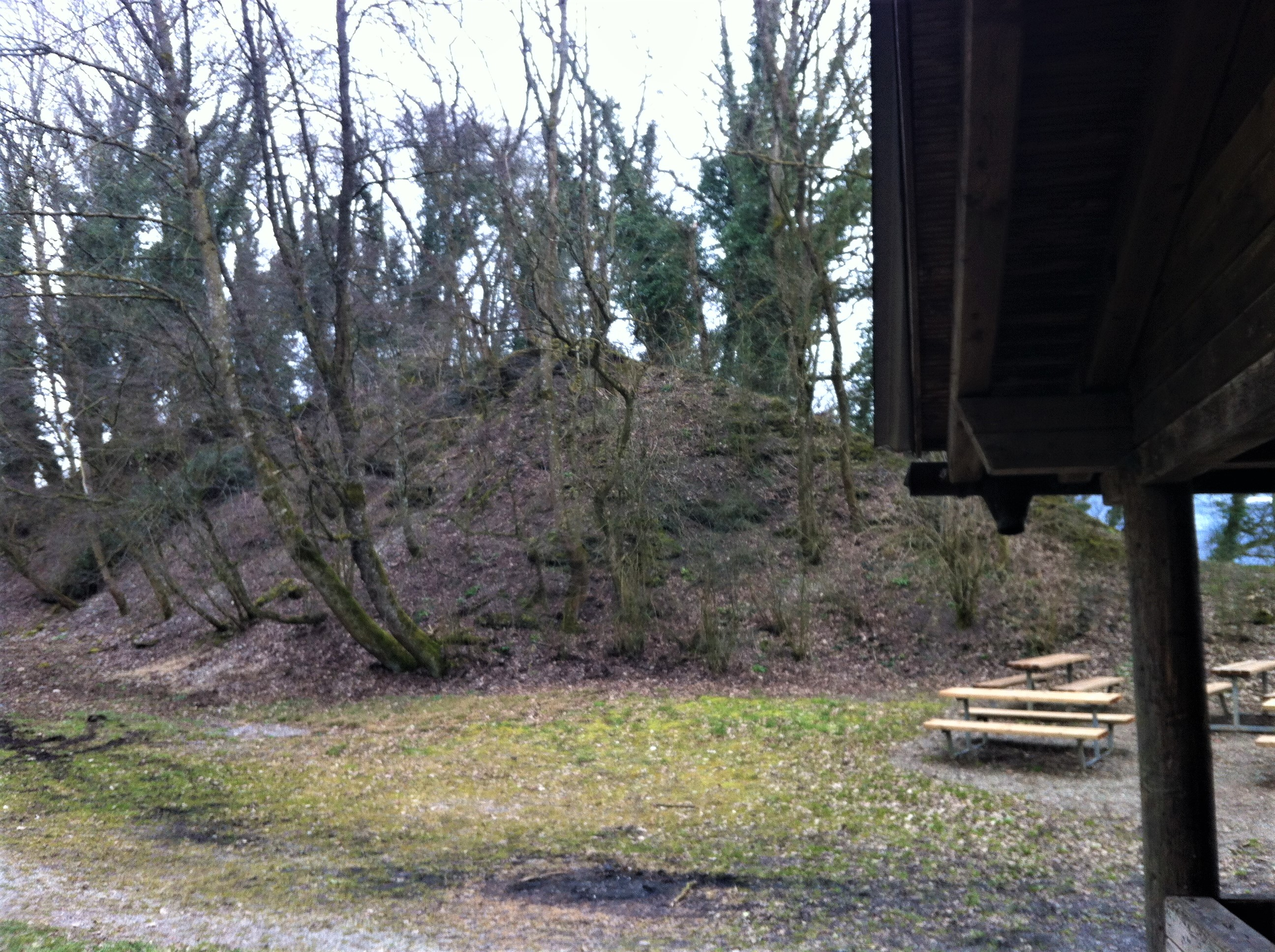
Mittlerer Bereich: Die vermutete Hinrichtungsstelle (heute mit Festhütte)

Zwischen der ersten und der mittleren Felspartie befindet sich eine Freifläche mit einer Festhütte. Im 19. Jahrhundert wurde dort eine kleine Kiesgrube angelegt, die später der Entsorgung von Hausrat diente und neuzeitlich wieder verfüllt wurde. Der Platz war in den 1960er und 1970er Jahren wie die benachbarte Bettelküche oberhalb des Schlossbucks bei Schwerzen beliebt bei dem Fahrenden Volk, auch als temporärer Lagerplatz. Es ist davon auszugehen, dass sich dort einst die spätmittelalterliche Hinrichtungsstelle befand. Die Bevölkerung aus der Umgebung hatte von den umliegenden Erhebungen eine gute Sicht auf die Hinrichtungen.
Aus Funden am Buck und in seinem Umfeld geht hervor, dass der Platz auch in frühgeschichtlicher Zeit genutzt wurde:

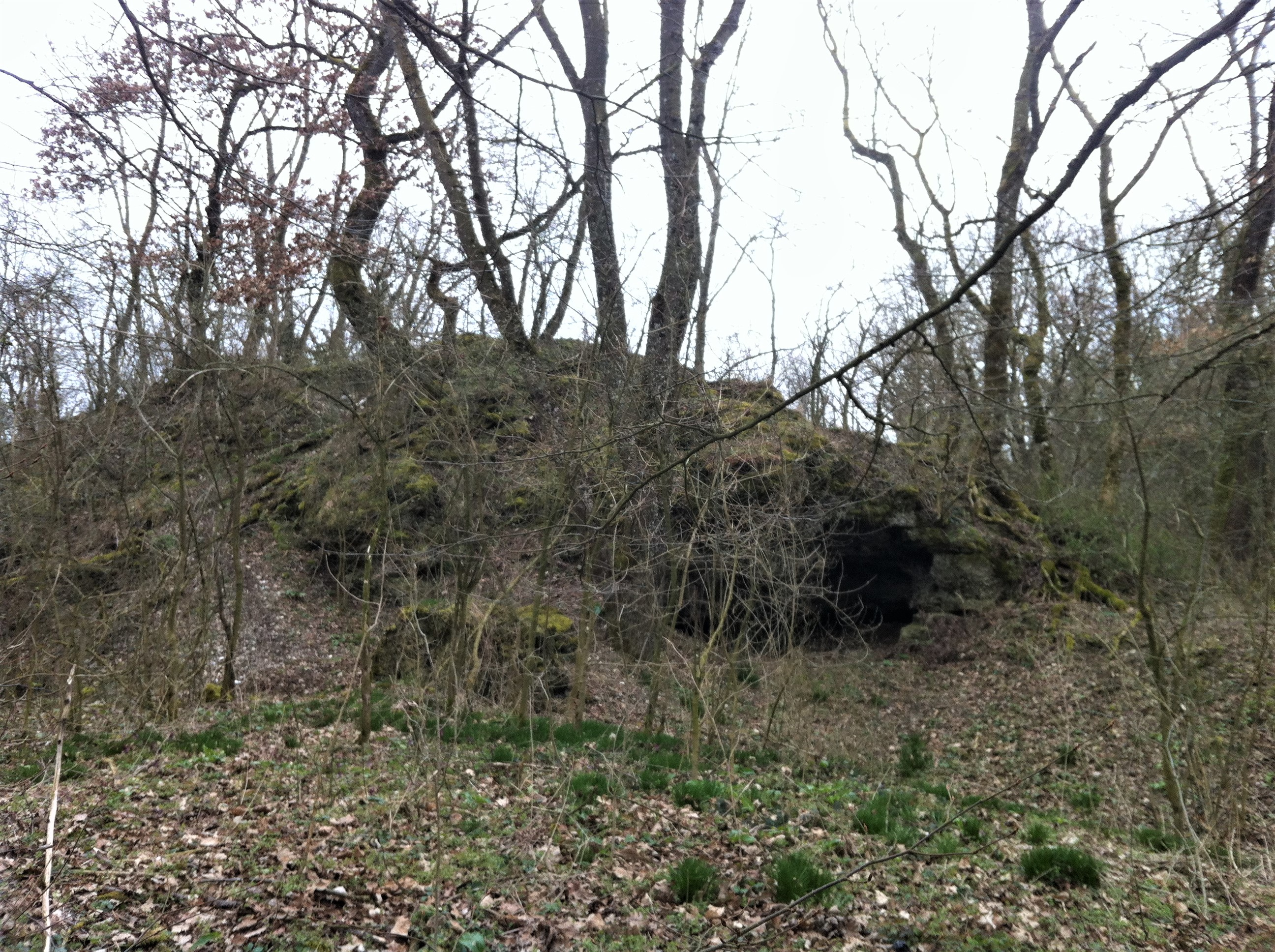
Mittlere Felspartie aus Nagelfluh

Unter Oberlauchringen. Galgenbuck schreibt Egon Gersbach: „Kurz vor dem ersten Weltkrieg wurde in einer Kiesgrube nordöstlich des Ortes ein Beilhammer gefunden. Die Kiesgrube liegt auf einer weiten Terrassenfläche im Klettgautal unmittelbar südlich der Bahnlinie Waldshut–Erzingen, bei deren Bau an dieser Stelle schon eine schwarze Kulturschicht unbeachtet durchschnitten und zerstört worden ist. Der Platz ist für eine neolithische Siedlung wie geschaffen.“ Anmerkung: „Beilhammer aus Amphibolit mit schräger Zentralbohrung und gut geschliffener Schneide. L. 13,3 cm. Verbleib: Früher Priv-Slg. [Privatsammlung] A. Hartmann, Oberlauchringen.“
Jürgen Trumm schließt nicht aus, dass die ‚Funde 1861‘ (siehe oben) wie auch das Luftbild 1983 dem Bereich Galgenbuck zuzuweisen sind.
Der Bereich der Fundstellen ist heute durch den Bau der Umfahrung von Oberlauchringen gefährdet, doch nach einem Zeitungsartikel „wird sich auch das Denkmalamt die Umgebung anschauen.“

### Die Grafschaften
„Die Grafen im Klettgau, eingesetzt unter den fränkischen Herrschern als Vertreter der königlichen Macht, übten ihr Amt bis Ende des 11. Jahrhunderts aus“; in der darauffolgenden „kaiserlosen Zeit“ konnte der Adel die Vererbung des Grafen-Amtes durchsetzen, zuerst die Rüdlingen-Stühlinger (mit Ausdehnung auf den Alpgau) und als Nachfolger „die Herren von Küssenberg, urkundlich 1135 und mit dem Grafentitel 1177 nachweisbar.“
Weitere Beurkundung von Lauchringen

Im Jahr 1150 nennt eine königliche Urkunde (Konrad III.) in einer Zeugenreihe als „ein in Lauchringen ansässiges edelfreien Geschlecht […] mit den ‚liber viri Bertoldus, Adelbero und Marcwardus de Lochiringin‘“.
Erst lange danach sind wieder lokale Urkunden bekannt; „1239 und 1245 anläßlich der Übertragung eines Gutes zu Lauchringen durch Ritter Gerung genannt Strubel an das Kloster St. Blasien.“ (Chronik, 27). Die Benennung dieses Klosters weist auf den zunehmenden Einfluss dieser rheinauischen Gründung im Schwarzwald hin.
Das Kloster St. Blasien stand wie auch Rheinau in Konkurrenz und Gegensatz zum mächtigen Bischof Eberhard von Konstanz, der nach dem Tod des letzten Küssenberger Grafen Heinrich die Küssaburg und das Umland in Besitz nehmen konnte. Es ist das Zeitalter, in dem die Kirche ihren Einfluss schon weitgehend auf die politische Macht ausgedehnt hatte.
Regional hatten die Freiherren von Krenkingen das Sagen, spätestens seit 1170, als Diethelm von Krenkingen Abt der Reichenau und 1189 Bischof von Konstanz wurde. Die Altkrenkinger hatten die Stadt Tiengen gegründet; die jüngere Linie Krenkingen-Weißenburg rief ihren Untergang durch „anmaßendes und gewalttätiges Vorgehen […] als Klostervögte“ in Rheinau hervor. Dem setzte Graf Rudolf von Habsburg ein Ende, der 1274 die Burg Neukrenkingen bei Riedern am Sand an sich brachte und 1288 als König die Weißenburg (bei Weisweil) zerstörte. (Chronik, 29).
Die Habsburger führten in Süddeutschland eine Art „territoriale Neuordnung“ durch und „in den Jahren 1303 bis 1308 wurde das habsburgische Urbar aufgezeichnet“, das auch „Oberlauchringen“ mit zahlreichen Gütern, Rechten und wirtschaftlichen Abgaben erwähnt – eine Angabe, die auch die Existenz einer Ortschaft Unterlauchringen voraussetzen könnte. (Chronik, 31).
Dieses Urbar verzeichnet in Oberlauchringen auch eine „Taferne“, was als erste Erwähnung des Gasthauses Adler gilt.

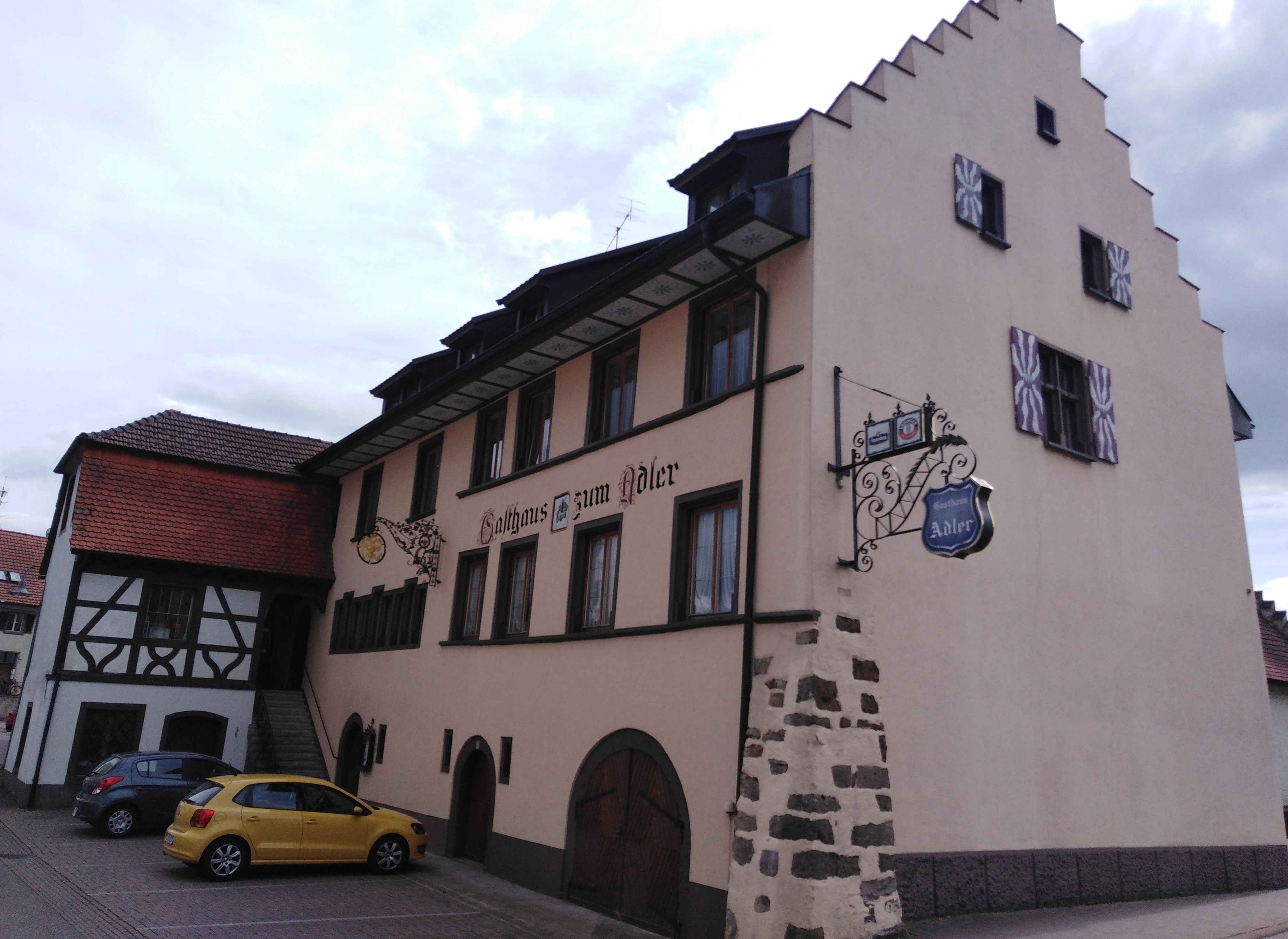
Die 700 Jahre alte Traditionsgaststätte Adler

### Gasthaus Adler
Nach dem Urbar 1308 war die „dafern“ mit dem „Tafernrecht“ ausgestattet und „bereits unter der Herrschaft der Freiherren von Krenkingen ein herrschaftliches Eigen gewesen und eines der ältesten Wirtshäuser des Landes.“ Die nächste Erwähnung stammt aus dem 15. Jahrhundert – die Grafenfamilie Sulz veräußerte 1441 „die Täfren zu obern Loucheringen“ an Hans Schach den Älteren, Bürger zu Laufenburg, gegen bare 125 Goldgulden. (Chronik, 323). 
1578 wurde der Adler umgebaut und erweitert – wahrscheinlich ist, dass er dabei bereits als Station der Kaiserlichen Reichspost vorbereitet wurde.
Im Besitz der Gaststätte und das damit verbundene Land mit Einkünften, Zinsen und Schulden gab es noch mehrfachen Wechsel; 1602 wurde die Funktion des Hauses als Tagungsstätte des Landgerichts und „Versammlungsort von Vertretern des Kaisers Rudolf II., des Grafen Rudolf von Sulz und der Bauern, die sich gegen letzteren wegen seiner Mißwirtschaft aufgelehnt hatten“, bekannt (Chronik, 335). Der Graf musste die Herrschaft an seinen Bruder Karl Ludwig abgeben und die Regelung, der „Abschied“, wurde am 27. Januar 1603 „im Posthaus zu Oberlauchringen“ vorgenommen. (Chronik, S. 39). Damit ist die Funktion als Poststation ebenfalls dokumentiert.
1622 wurde das Anwesen genauer beschrieben, mit Gärten, Äckern und Wiesen in der Nähe in der Gemarkung Schwerzen und bei Bechtersbohl mit Rebgelände. Ein ausführlicher Verleihungsbrief des Grafen Johann Ludwig von Sulz, Landgrafen im Klettgau, an Hans Seemann, Fischer in Tiengen (Übertragung des „herrschaftlichen Fischwasser in der Wutach“ bis zum Zolleinzug an der Wutachbrücke), zeigt bis ins Einzelne Details von Vereinbarungen in jener Zeit (Chronik S. 325 ff.). „Der ständige Wechsel der Pächter“ bewog den Landgrafen schließlich zum Verkauf (zusammen mit dem „Gasthaus Zum Engel in Rheinheim“).

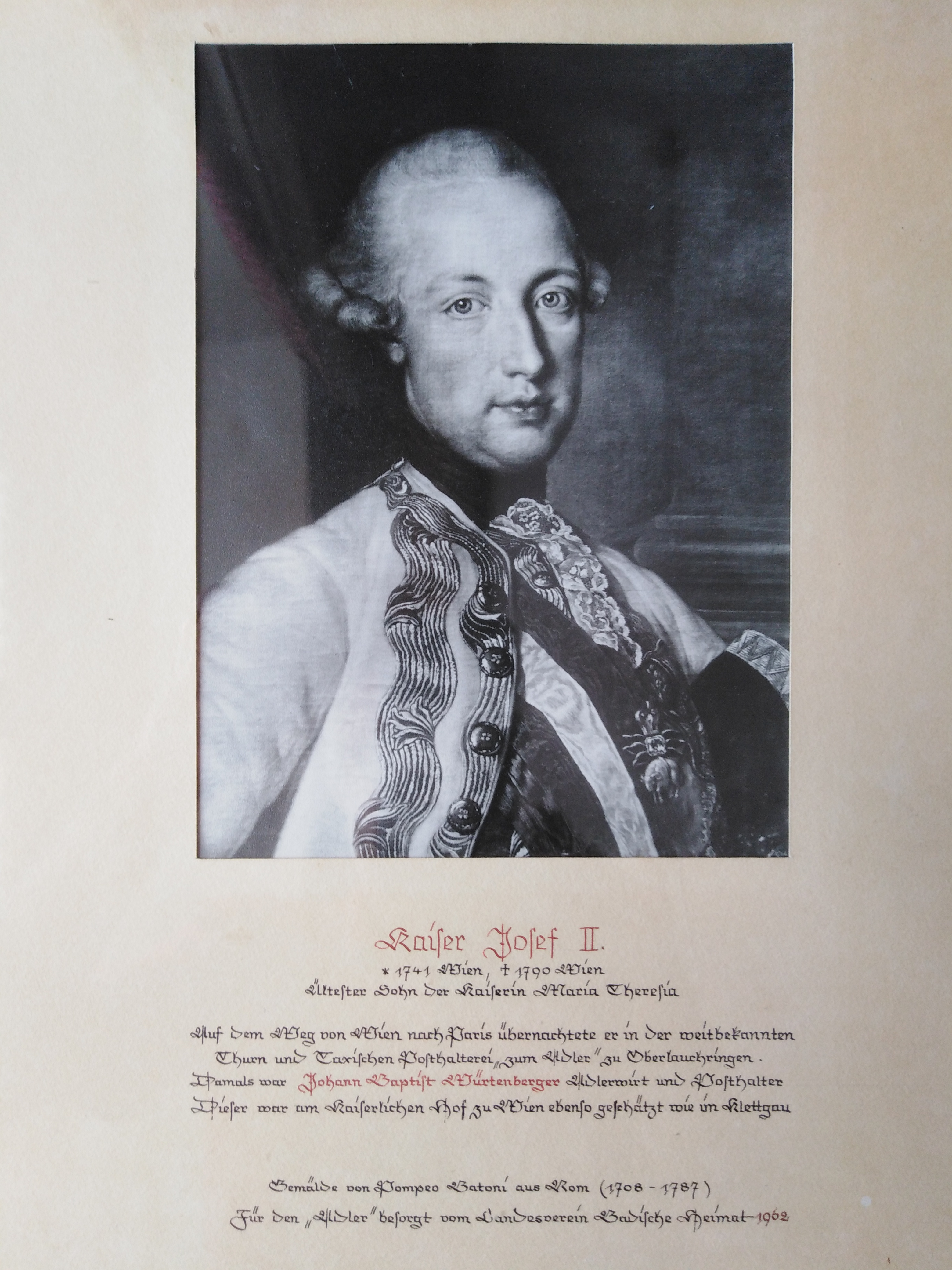
Gedenkblatt zum Kaiserbesuch im ‚Adler‘ mit Porträt von Pompeo Batoni

1686 im Besitz der Familie Carl Würtenberger „begann der für das traditionsreiche Gasthaus glanzvollste Zeitabschnitt seiner Geschichte.“ (Chronik, 329).
Der habsburgische Kaiser des Heiligen römischen Reiches, Joseph II., machte vom 9. auf den 10. August 1781 am Ende einer ausgedehnten Reise auf dem Rückweg von Paris nach Wien Station im Adler:
Nach der letzten Etappe aus der damals zu Württemberg gehörenden Grafschaft Montbéliard zog Joseph ein einfaches Quartier auf dem Lande – in der Posthalterei Adler in Oberlauchringen – einem städtischen Spektakel vor, „obwohl Posthalter von Kilian in Waldshut sich sehr darum bemüht hatte, dieser Gunst teilhaftig zu werden.“
Dabei wirkte auch die ältere Tradition der ländlichen Stützpunkte der Kaiserlichen Reichspost nach, denn die Städte hatten lange Zeit des Nachts ihre Tore geschlossen. Der Posthalter Johann Baptist Würtenberger war zudem – laut Text zum Kaiserporträt – „am Kaiserlichen Hof zu Wien ebenso geschätzt wie im Klettgau.“ Auch diese Bekanntschaft bewog den Kaiser zur Bevorzugung des Aufenthalts im Adler.

## Neuzeit
Als „Neuzeit“ bezeichnet wird die Wende vom 15. Jahrhundert ins 16. Jahrhundert. Als epochale Zäsuren angeführt werden zum Beispiel die osmanische Eroberung Konstantinopels im Jahr 1453 (schon bei Philipp Melanchthon), die Erfindung des Buchdrucks um 1450, die Entdeckung Amerikas 1492, die 1517 von Martin Luther auf den Weg gebrachte Reformation und die mit Nikolaus Kopernikus 1543 beginnende kopernikanische Wende, in der das geozentrische Weltbild durch das heliozentrische ersetzt wurde.

### Geschichte von Unterlauchringen
Die überlieferte Geschichte der Ortschaft beginnt im Grunde mit zwei Urkunden, denn am 23. August 1433 (ungesichert auch am 29. August) wird die „Loffenmühli“ in einer Kadelburger Urkunde als Begrenzungspunkt des Waldbezirks „Hettenärs“ genannt (heute wohl Teil des Reiherwaldes).
„Am Freitag nach St. Martinstag, dem 13. November 1433 wurde an nicht benanntem Ort eine weitere Urkunde erstellt über die Verpfändung des Dorfes Unterlauchringen durch Heinrich den Älteren von Erzingen an den mit seiner Tochter Clara (Clerlin) von Erzingen verheirateten Schwiegersohn Peter(man) von Offenburg bei Basel ausgestellt. […] Auf welche Weise Unterlauchringen an das Geschlecht derer von Erzingen gekommen war, kann nicht nachgewiesen werden. Da die Herren von Erzingen Besitz auf Lauchringer Gemarkung von den Herren von Krenkingen-Weißenburg übernommen hatten, liegt es nahe, daß auch Unterlauchringen von den Krenkingern in ihre Hand gekommen war.“ (Chronik, 32 und 34).
In einer Tiengener Urkunde 1483 treten zwei Unterlauchringer zur Bestätigung des Weidebezirks der Stadt auf und am 4. Juli 1504 schließlich erfolgt die Nennung im Verbund: „Die ‚Mühlin an der Wut am Loffen bei nieder Loucheringen‘, die herrschaftliches Eigentum war, war (Rudolf Müller von Pffäfigheim, heute Pfäffikon/Kt. Zürich) von Graf Rudolf von Sulz auf Lebenszeit verliehen worden.“ (Chronik, 155). Auch hier ein häufiger Wechsel, eine ausführlich beschreibende Urkunde verwendet „Wutten“ für den Fluss Wutach und nennt eine „Lauffenbruck“.
Weder Bauernkrieg noch Dreißigjähriger Krieg schlagen sich in den fortlaufenden Besitz- bzw. Nutzerwechseln nieder, die Mühle scheint Bestand gehabt zu haben.

## Jahrhunderte der Kriege
Üble Kriegs- und Beutezüge quälten die Bevölkerung des Klettgau- und Wutachgebietes 1444 („Armagnaken“), die Eidgenossen suchten 1455 und 1468 die Region heim.
1499 im „Schweizer- oder Schwabenkrieg“ hatte die Bevölkerung die Seite gewechselt und bezahlte wiederum teuer dafür:
In den letzten Wochen vor dem Friedensschluss am 22. September 1499 „erlitten die Bewohner im Klettgau ein furchtbares Schicksal“, denn sie hatten sich nun gegen ihren Herrn, Graf Rudolf von Sulz gestellt und auf die freiheitlichen Eidgenossen gesetzt. Der Graf ließ die Ortschaften „ohne Gnade“ plündern und brandschatzen. Die Lauchringen-Orte werden dabei jedoch nicht erwähnt, vielleicht hatte dies auch mit dem Besitzer von Unterlauchringen, Peter Offenburg, vermutlich Sohn des oben genannten, zu tun, der schließlich am 22. Oktober 1513 das Dorf an den Grafen von Sulz verkaufte. Es waren dann nur noch wenige Jahre bis zum Bauernkrieg.

### Bauernkrieg 1524/1525

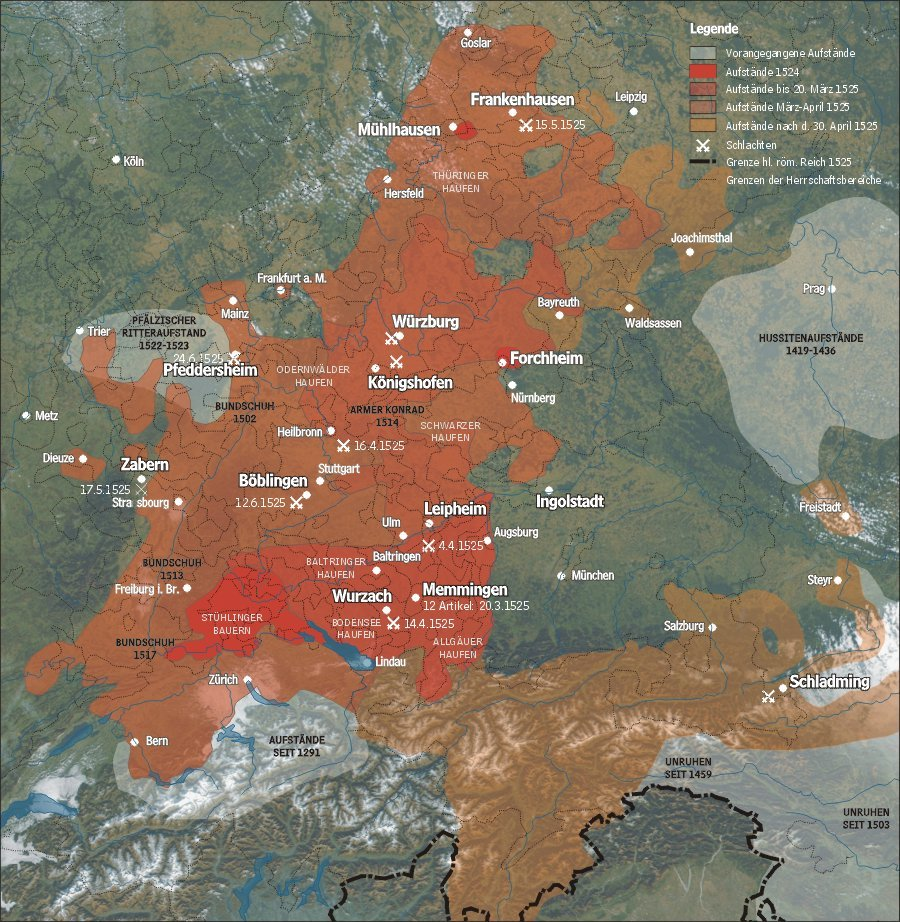
Ereignisse des Deutschen Bauernkrieges 1523 bis 1526

Solide alte wie neuere Forschungen sehen in den Ursachen des Bauernkrieges die in einer Zeit des Umbruchs neuen Entwicklungen – ein durch Unterdrückung und damit Leid zunehmendes Gerechtigkeitsempfinden, eine durch Verbreitung gedruckter Schriften beginnende ‚Bildung‘ des „rohen Volkes“ zusammen mit der von Luther angestoßenen religiösen Erneuerung, die auch eine Gleichheit der Menschen implizierte.
Dazu kamen politische und ökonomische Entwicklungen – die Erweiterungen des ‚Radius‘ durch Verkehr und Handel, die Entwicklung der Städte –, förderten auch das Selbstbewusstsein der Produzenten. Als zwiespältig in der Forschung wird die Rolle der „Prediger und Prädikanten“ gesehen, die – auch unter ‚verständigen‘ Herrschaften – „Empörung und Erbitterung ob solchem Aufruhr“ hervorriefen:
„Nur aus diesem Zusammentreffen sozial-ökonomischer Umstände und ausgesprochen religiöser Gründe läßt sich die Vehemenz des einigenden und befeuernden Willens erklären, der die Geschehnisse des Jahres 1525 nicht als eine Episode der deutschen Geschichte, sondern als epochalen Vorgang erscheinen läßt.“
Dennoch trifft diese Sichtweise nicht den Kern der Erhebung: Die sozialen und rechtlichen Benachteiligungen vor allem der leibeigenen Bauern – „drückende Lasten und Vorschriften“ – und die Erfahrung des (relativ) freien Lebens in den mittlerweile entstandenen Stadtgesellschaften, drängten zum Aufstand. Dazu kam am Hochrhein das unmittelbare Vorbild der unabhängigen Bauernschaften der eidgenössisch verfassten Schweiz.
Zudem war die Hochrhein-Region durch ihre Fruchtbarkeit ökonomisch bedeutsam. Die großen Klettgau-Dörfer waren ohnehin zur Eidgenossenschaft orientiert und standen auch durch ein Abkommen mit dem Sulzer Grafen unter dem Schutz der Stadt Zürich. Dies war noch Folge des vorangegangenen Schweizerkriegs, denn die Eidgenossen schufen mit dieser Regelung eine Gegengewicht zum ‚Machtzentrum‘ Küssaburg.
So zündeten die Funken zuerst im Umfeld:
„Im Mai 1524 verweigerten die Bauern dem Kloster St. Blasien die schuldigen Abgaben, am 23. Juni empörten sich die Bauern der Landgrafschaft Stühlingen und verbündeten sich im August des gleichen Jahres unter ihrem Anführer Hans Müller von Bulgenbach, einem ehemaligen Landsknecht, mit der Stadt Waldshut, die unter dem Einfluß von Pfarrer Dr. Balthasar Hubmaier die Reformation eingeführt und sich gegen Österreich aufgelehnt hatte.“ (Chronik, 125).
Da die (sulzischen) Klettgauer jedoch ebenfalls unter der gräflichen Verordnungsmacht standen – es war eine ‚Gesetzgebung‘, die auch regional in der Hand des jeweiligen Herrscherhauses stand –, wandten sie sich Anfang Oktober 1524 mit der Bitte um Abhilfe an Zürich: „Diese unterstützten vordergründig zwar nicht die offene Auflehnung gegen den Grafen von Sulz, sondern gaben den Klettgauern nur Rückendeckung, was die freie Verkündigung des Evangeliums betraf“.
Im Gegenzug scheint der Sulzer über seinen lokalen Vertreter ‚die Zügel angezogen zu haben‘, denn „bereits Ende Oktober verweigerten nun die Bauern dem auf der Küssaburg residierenden Landvogt Johann Jakob von Heidegg den Gehorsam.“
Im Hintergrund kam Diplomatie zum Zuge – die Zürcher verboten Hans Müller jede Einflussnahme und „auf Einladung von Erzherzog Ferdinand sollten die Bauern ihre Beschwerden vor einem in Stockach tagenden Schiedsgericht vortragen und jeden weiteren Aufruhr unterlassen.“ Dies war die Intervention der ‚Großmacht‘ – ein Verhältnis, das der Bevölkerung, die sich mit den Stellvertretern konfrontiert sah, erst noch undeutlich bewusst war.
Über Verhandlungen (dazu gibt es keine Informationen) wurde es nun auch Winter und die Bauern reagierten überraschend:
„Ihre Antwort war die Belagerung der Küssaburg im Januar 1525. Ohne die Hoffnung auf Waffenhilfe durch die Zürcher hätten sie kaum ein solches Vorgehen gewagt.“
Diese Hoffnung wurde enttäuscht, doch unterstützte die Stadt die Beschwerdeführung gegen den Grafen, die nun „in 44 Punkten vorgelegt“ wurde: „Eine Einigung zwischen den Bauern […] und der sulzischen Herrschaft […] blieb ohne Ergebnis, da keine Seite nachgeben wollte und der Landgraf im Bewußtsein seiner militärischen Überlegenheit dazu wohl auch keinen Anlaß sah.“
Die 44 Beschwerden

Bemerkenswert ist, dass „keine Klage gegen den üblichen Zehnten und Grundzins“ angeführt wurde – dieses ‚uralte‘ Recht der Herrschaft (auch der Klöster) wurde nicht angetastet, doch es wurde differenziert und auch nach den Ortschaften gegliedert (19 Punkte), Beschwerde gegen ‚Regelungen‘ geführt. Allein sieben davon betrafen Lauchringen:

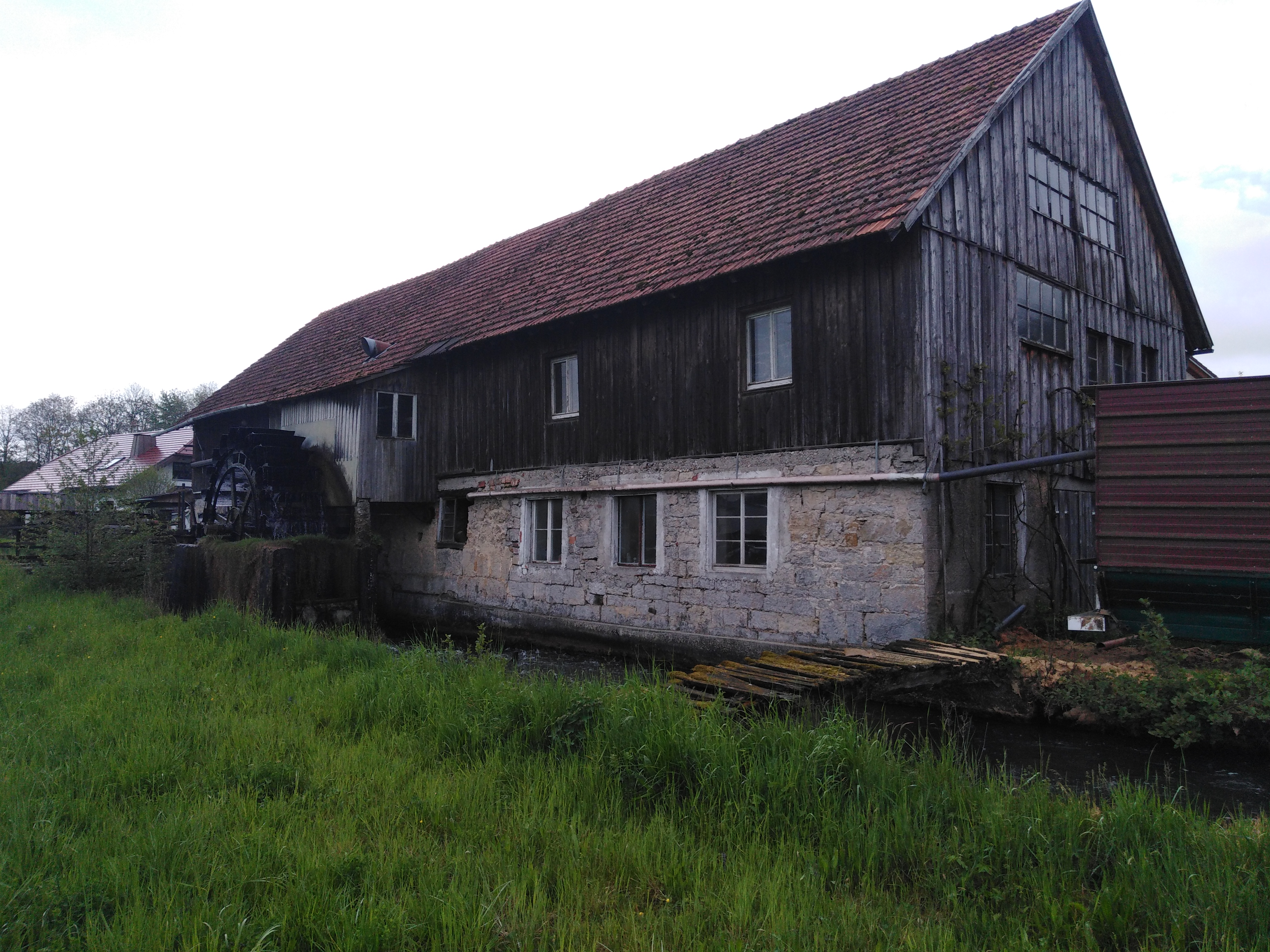
Die Bannmühle heute (2019)

Die erste bezog sich auf die Nutzung von Mühlen – insbesondere auf die „Bannmühle von Oberlauchringen“. Sie galt als „die bedeutendste herrschaftliche Mühle in der Landgrafschaft Klettgau“, erstmals 1357 erwähnt. Träger waren lokale Adlige – lange die Herren von Erzingen – bemerkenswerterweise im Lehen des Landgrafen von Stühlingen, erst im 18. Jahrhundert wechselte es an den Klettgauer Landgrafen Rudolf II. von Sulz. Jahrhundertelang waren die Bewohner von Grießen und Geißlingen gezwungen, die Bannmühle in Oberlauchringen anzufahren. Gemahlen wurde nicht nur Frucht, sondern auch Gips. 1791 kam auch eine Sägemühle hinzu.
Die zweite Beschwerde ist gegen einen „Herr von Sulz“ gerichtet, der seine Schafherde ohne jede Absprache auf Lauchringer Weiden führt.
Dann im Wortlaut: „Allen Plunder und Gefäß, die man in dem Schloß Küssenberg zu waschen hat, führt man gen Lauchringen, und so das gewaschen wird, müssen es die armen Leute in das Schloß führen.“
Weiter geht es um Holz, das von den Knechten des Landvogtes niedergehauen wird, „was ihm gefällt, ohne Erlaubnis“; um beliebig angesetzte Abgaben von Futterhafer; um Bezugsrechte der Pfarrei, die der Sulzer vereinnahmt; um Hochwasserschäden durch Wutach und Schwarzbach, die als Einnahmeausfall nicht beim „zinsen“ berücksichtigt werden.
Deutlich wird im gesamten ‚Beschwerdekatalog‘, dass es sich um den Widerstand gegen zunehmende Willkür und gegen als unsinnig empfundene neue Regelungen geht – etwa zum Eingehen von Ehen; das Jagdverbot, die Fron bei Jagden der Herrschaft, Straßenzölle, erhöhte Bußen; die „auf die ‚armen Leut‘ umgelegten Kosten des mit zwölf Richtern besetzten Landgerichtes.“
Bei den „Vergleichsverhandlungen der Stadt Zürich im März 1525 vertrat Heinrich Hartmann von Oberlauchringen“, zusammen mit Männern aus Grießen, Berwangen und Dangstetten die Belange der Bauern. Eine Einigung kam nicht zustande.
Danach herrschte eine Art von Ruhe, „so daß als Anführer der Bauern Klaus Meyer von Grießen bis in den Sommer hinein Herr im Klettgau war.“

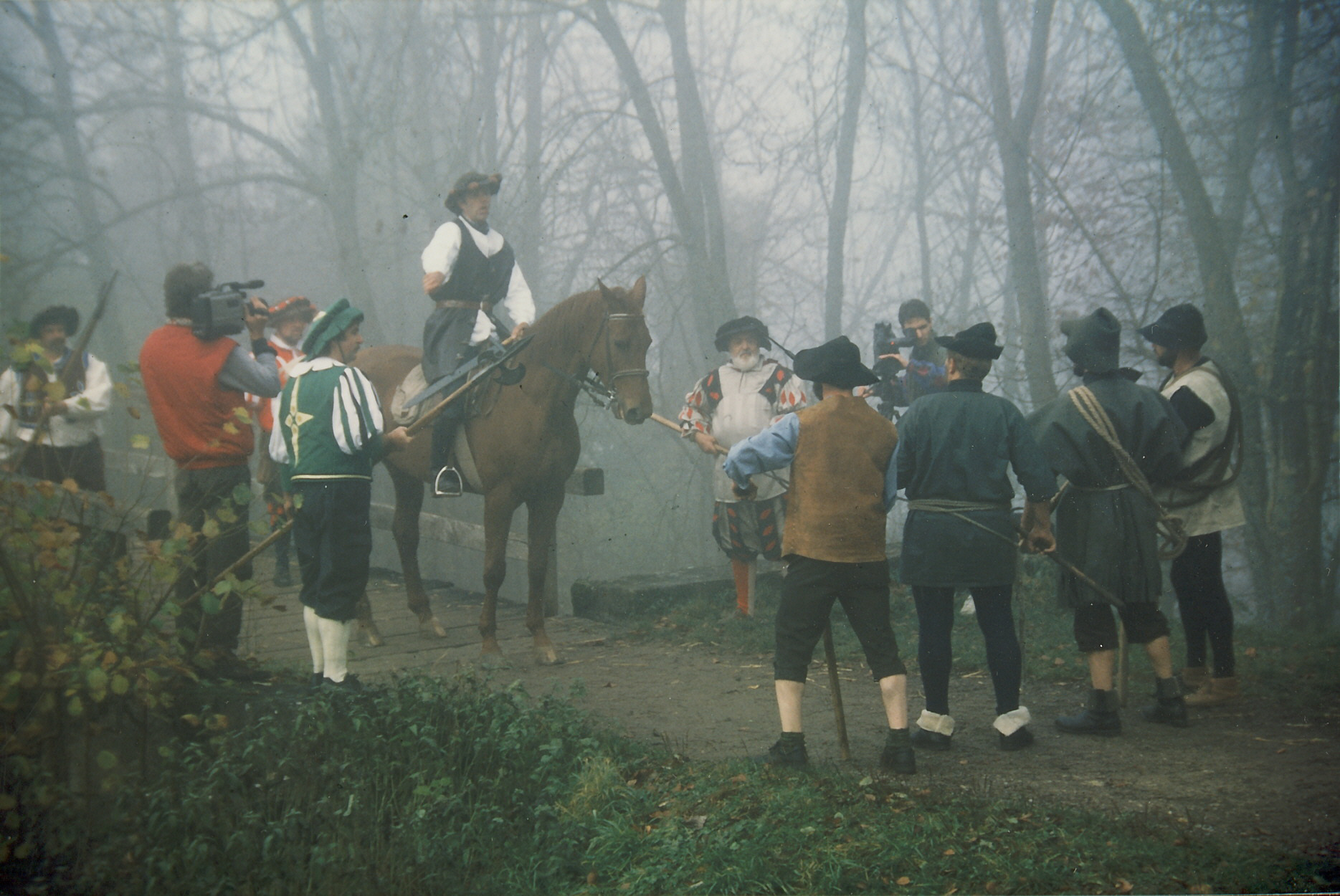
Verhandlungen der Bauern mit dem Vogt der Küssaburg. (Historische Sequenz des TV Eichberg, 1996)

Der Fortgang nach der Lauchringer Chronik:

„Im Juni 1525 zogen die Bauern erneut vor die Küssaburg und forderten im Namen der ‚der Grafschaft Klettgau mitsamt der ganzen Evangelischen Bruderschaft‘ vom Landvogt von Heidegg und Graf Wolfermann von Sulz, dem Bruder des Landgrafen Rudolf von Sulz, die Öffnung und Übergabe des Schlosses, ‚denn wir größlich beschwert sind durch dieses Schloß‘. Da die von Zürich erwartete tatkräftige Hilfe ausblieb, erklärten sich die Bauern mit einer vom 29. Juni bis St. Verenatag (1. September) dauernden Waffenruhe einverstanden.“

Am 25. Juli 1525 kam in Radolfzell es zu einem mit den Bauernvertretern ausgehandelten Vertrag – mit einer Bedenkzeit zum 22. August –; doch diesem „versagte die Klettgauer Bauernschaft sofort ihre Zustimmung, vor allem weil sie sich nicht dazu verpflichten wollten, alte christliche Ordnungen, wie sie von altersher Brauch waren, in ihren Kirchen zu halten.“
Diese Verpflichtung aufs herkömmliche Kirchenritual, das den bäuerlichen Verhandlungsführern nicht so wichtig erschienen war, hatte in der Bevölkerung durch die reformatorischen Lehren – etwa der Gleichheit der Menschen und von Gerechtigkeit – eine überraschend hohe Bedeutung erhalten. Denn es war klar, dass nun die Waffen sprechen würden.

„Das entscheidende Gefecht fand am 4. November 1525 bei und in Grießen statt, wo sich an die tausend Klettgauer Bauern, unterstützt von einer keinen Schar Eidgenossen, gesammelt hatten. Ihnen standen 1000 Mann Fußvolk und über 500 Reiter unter dem Kommando von Ritter Fuchs von Fuchsberg gegenüber. In mörderischem Kampf fanden (nach der Villinger Chronik von Hug) 500 Bauern den Tod, während Heinrich von Küssenberg in seiner Chronik die Zahl der Gefallenen mit 200 angibt und die Zahl der Verwundeten sicher auch sehr hoch war. Der Gottesacker [Anhöhe der Grießener Kirche mit Friedhof] war Zuflucht für etwa 300 Bauern geworden, bis diese sich nach Mitternacht ergeben mußten. Viele fanden auch in den von Soldaten angezündeten Häusern den Tod.“

Danach wurde Vergeltung geübt, „vielen wurde der Schwurfinger abgehackt, andere mit Strafen bis zu 100 Gulden belegt, und alle litten unter der Plünderung und Gewalttaten der Kriegsknechte.“
Nun diktierte die Herrschaft die Bedingungen – „gehorsam zu sein und alles zu tun wie vor der Empörung“, Bestrafung an „Leib und Gut“: „Die Geldstrafe fällt halb und halb an Österreich und den Grafen von Sulz.“ Die alte Ordnung in den Kirchen wurde wieder eingeführt, die großen Kirchenglocken wurden eingezogen; Flüchtige durften beliebig getötet werden, Gefangenen kamen auf die Küssaburg. (Zitate aus dem Kapitel Der Bauernkrieg 1524/25 in: Chronik, S. 125 bis 128).
Zu den nächsten beinahe 100 Jahren sind die Überlieferungen spärlich, ...

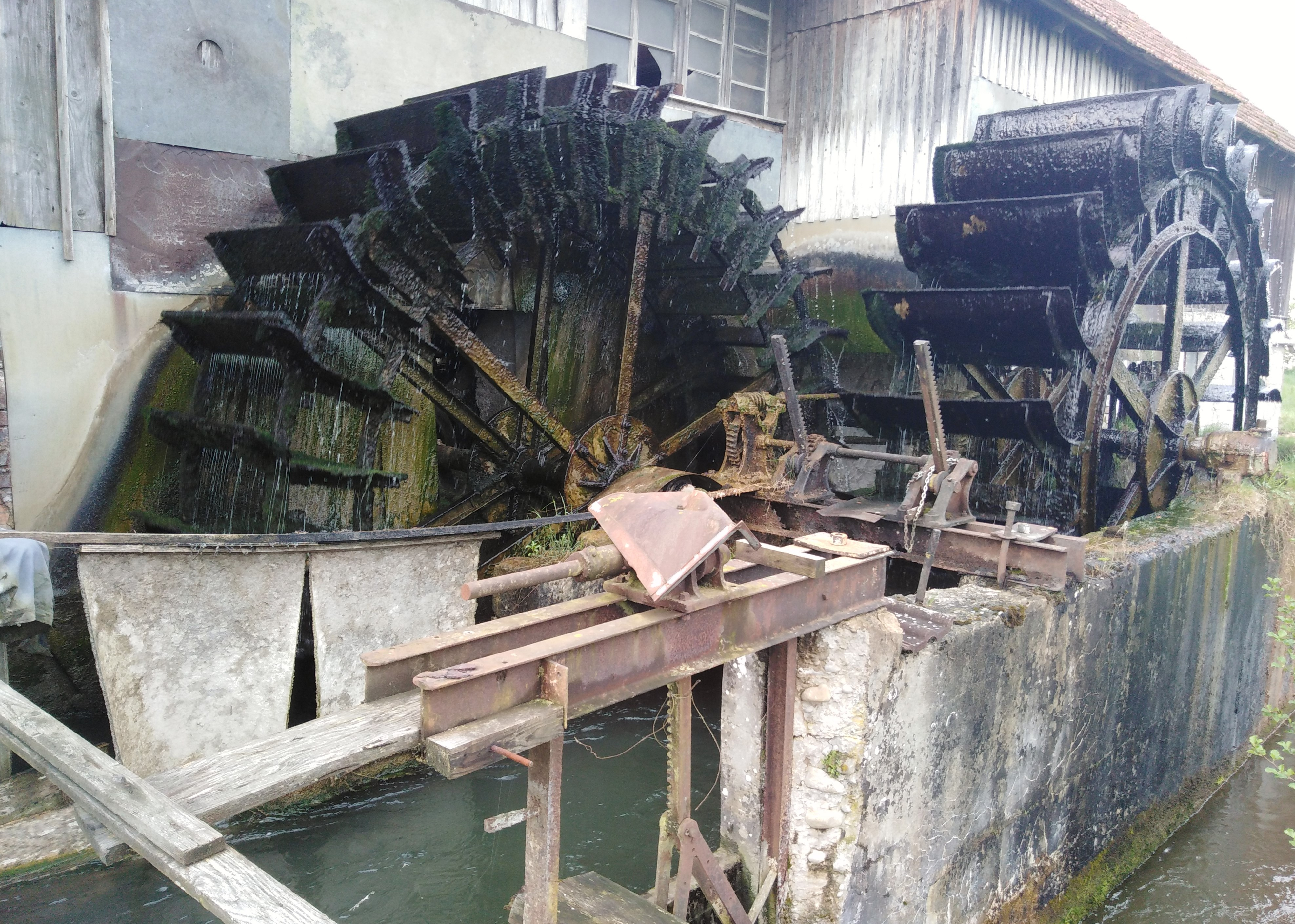
Wasserräder der 1357 ersterwähnten Bannmühle in Oberlauchringen

1597 kam es erstmals wieder zu einer „Rebellion“ der Klettgauer Untertanen gegen Landgraf Rudolf IV. von Sulz, doch hatten sich Lebensweisen nun erkennbar ‚zivilisiert‘, sodass Vorgänge oder Handlungen wie noch im Rahmen des Bauernkrieges nicht mehr möglich erschienen. In den Beschwerden ging es immer noch um direkte Drangsale wie dem „Mühlenzwang“, doch vor allem um neue ‚nationale‘ Forderungen wie „gegen alle Bräuch und Herkommen gehende Belastung durch Türkensteuer und Reichsumlage.“ Sofort wandte man sich an Zürich, um das durch die Herrschaft „angezündete Feuer zu löschen und den Anfängen zu wehren“.
Bürgermeister und Rat der Stadt ermahnten die Untertanen, „von aller gewalttätigen Auflehnung und Handlung Abstand zu nehmen“ und richteten am 25. Mai 1597 ein Schreiben an den Grafen, der seinerseits Anlehnung an Kaiser Rudolf II. suchte, der „Graf Friedrich von Fürstenberg mit der Vermittlerrolle beauftragte.“ Es gab erste Kompromisse, doch „die Unruhe hielt an, […] auch weil hier eine neuerliche reformatorische Bewegung eine Rolle spielte, in der wie in der Reformation Grießen ein Mittelpunkt war.“ Die Verhandlungen zogen sich langjährig hin; Ober- und Unterlauchringen blieben wie die Gemeinden des Küssenberger Tales von den Reichssteuern ausgenommen, doch waren 1600 bei den Verhandlungen im Tiengener Schloss die Oberlauchringer mit Thebus Hartmann und am 27. Januar 1603 im „Posthaus zu Oberlauchringen“ mit „Altvogt Hans Mathis, Thebus Hartmann, Hans Haberstock und Wagner Hans Weicher“ vertreten. Man hatte sich geeinigt und huldigte dem Grafen Karl Ludwig von Sulz als neuem Landesherrn.
Dass mit einer nun differenzierten und kompromissbereiten Verhandlungsführung auch gesellschaftlich ‚zivilisiertere‘ Zeiten angebrochen waren, sollte sich jedoch als grausame Enttäuschung erweisen.

### Dreißigjähriger Krieg
Während nun die Eidgenossen glücklich geschätzt wurden, da der Dreißigjährige Krieg sie nur am Rande berührte, brachte er ab 1632 bis dahin beispiellose Verheerungen nördlich des Rheins. In Europa hatten sich nun die Völker zu Nationen und Staaten formiert und die aufgebotenen Heere zerstörten auf ihren Zügen ganze Landschaften. Ob Schweden, Franzosen oder ‚Kaiserliche‘ machte kaum einen Unterschied.
Die Klettgauer Bauern wehrten sich, stellten ein Aufgebot von 600 Mann Fußvolk, unterlagen jedoch am 8. Mai 1633 dem französischen Oberst Villefranche mit 300 Reitern in einer blutigen Schlacht bei Lottstetten.
Der Bericht über die Folgen des Kampfes bei Lottstetten nennt die Namen der 11 Gefallenen von Oberlauchringen und 5 aus Unterlauchringen sowie der 11 Oberlauchringer Gefangenen (und deren Lösegeld), er bilanziert exakt den nach Haushaltungen aufgeführten Schaden an dem, was von den Franzosen und Schweden „an Vieh, Roß, Frucht und Wein weggeführt, gestohlen und verdorben wurde“.
Der Bericht ist ein einzigartiges Dokument zur Einwohnerschaft von Oberlauchringen, denn „es ist nicht anzunehmen, dass die Soldaten beim Plündern ein Haus vergessen haben.“ 55 Haushaltungen und ihre Vorstände, mit den Toten, werden genannt. Zum Elend dieser Kriegsjahre, die durch die Plünderungen mit Hungersnöten verbunden war, kam noch „die Pest und andere Seuchen“ von 1629 bis 1636, nach dem Krieg grassierten die Pocken (1656 bis 1659). (Chronik, 129 bis 134).
Das Land wurde bis zum Kriegsende 1648 auch mit Einquartierungen und Kontributionen ausgepresst „und nur durch die Vermittlung der Zürcher […] wurde der vollkommene Untergang des Klettgaues verhindert, wie ein Chronist vermerkt.“ Zwei Jahrzehnte danach litt die Bevölkerung unter drückenden Schulden – faktisch bis zum nächsten Krieg, dem Holländischen Erbfolgekrieg (1672–1679), der zwar keine Verheerung, doch fast ununterbrochene Truppeneinquartierungen 1677 bis 1679 brachte:
„Die Leute wurden wieder einmal bis aufs letzte ausgepreßt und fast jeden Monat sollten Regierung oder Vogt eine neue Umlage erheben. […] Kaum waren die Schulden dieses Krieges bezahlt“, folgte 1688 der Pfälzische Erbfolgekrieg (bis 1697), der im ersten Jahr der Landgrafschaft Klettgau 10.000 Gulden abforderte (Bewertung), auch der darauffolgende Spanische Erbfolgekrieg (1701–1714) fand ‚außerhalb‘ des Klettgau statt, doch „noch 1729 hatten die Oberlauchringer ihre Schatzschungsschulden nicht abbezahlt.“ Bereits 1733 wurden Kosten bei der Bevölkerung für den nächsten Krieg eingetrieben, der 1740 zwischen Preußen und Österreich begann (Österreichischer Erbfolgekrieg, bis 1748): „Die Last der Abgaben war erdrückend.“
„Fast ein halbes Jahrhundert konnten Landschaft, Gemeinden und Menschen sich von den Plagen der einander über ein Jahrhundert lang ablösenden Kriege erholen, ehe die französische Revolution von 1789 und in ihrem Gefolge die Revolutionskriege (1792–97), die Napoleonischen Kriege (1799 –1802 und 1805–07) und die Befreiungskriege (1813–1815) sie über zwei Jahrzehnte in neues Verderben stürzte.“ (Chronik 136 bis 142).
1687 endete die Ära der Grafen von Sulz; ohne männliche Erben hatte Graf Johann Ludwig von Sulz die Herrschaft seiner Tochter Maria Anna übertragen, die mit dem Fürsten Ferdinand von Schwarzenberg verheiratet war, der nach ihrem Tod 1698 die Landgrafschaft der Schwarzenberger begründete.
Mit einer Verwaltungsreform kamen Ober- und Unterlauchringen mit der Lauffenmühle zu der ab 1410 begründeten Herrschaft Wutental bestehend aus Wutöschingen, Schwerzen, Willmendingen und nun auch Degernau. 1783 wurde Wutental als Amt aufgelöst und beide Lauchringer Orte dem Oberamt Tiengen zugewiesen.
Am 10. August 1806 wurde Großherzog Karl-Friedrich von Baden die Landeshoheit im Klettgau übertragen, danach war eine Vielzahl von Rechten und Gesetzen zu übertragen und „am 22. August 1812 erfolgte in Tiengen die förmliche Besitzergreifung durch eine großherzogliche Hofkommission, womit ein neues Zeitalter in der Geschichte des Klettgaues und der Gemeinden Ober- und Unterlauchringen beginnt.“ (Chronik, 38 bis 40).

## 19. Jahrhundert
Die Neuordnung Deutschlands war im Hintergrund ein Werk Napoleons, der kleine Territorien wie die Landgrafschaften zusammenfasste zu „Mittelstaaten, die zu schwach sind, um sich gegen Frankreich zu wenden, aber noch stark genug, um die Stellung Frankreichs gegen Österreich zu festigen.“
Bei den dadurch notwendigen Verwaltungsreformen verloren die mittelalterlichen Regelungen nach und nach ihre Grundlage. Allein der Wegfall der ‚inneren‘ Zollgrenzen gab Handel und Wirtschaft starke Impulse (auch dem Straßenbau); erkannt wurde die Bedeutung vielfältiger beruflicher Qualifizierung (Schule und Bildung) – auf allen Ebenen gab es materielle und gestalterische (organisatorische) Fortschritte. Gleichzeitig mit wachsender Verantwortung und der Erkenntnis gesellschaftlicher Zusammenhänge entstand auch das Bedürfnis nach mehr Freiheiten und Unabhängigkeit – auch von politischer Bevormundung.

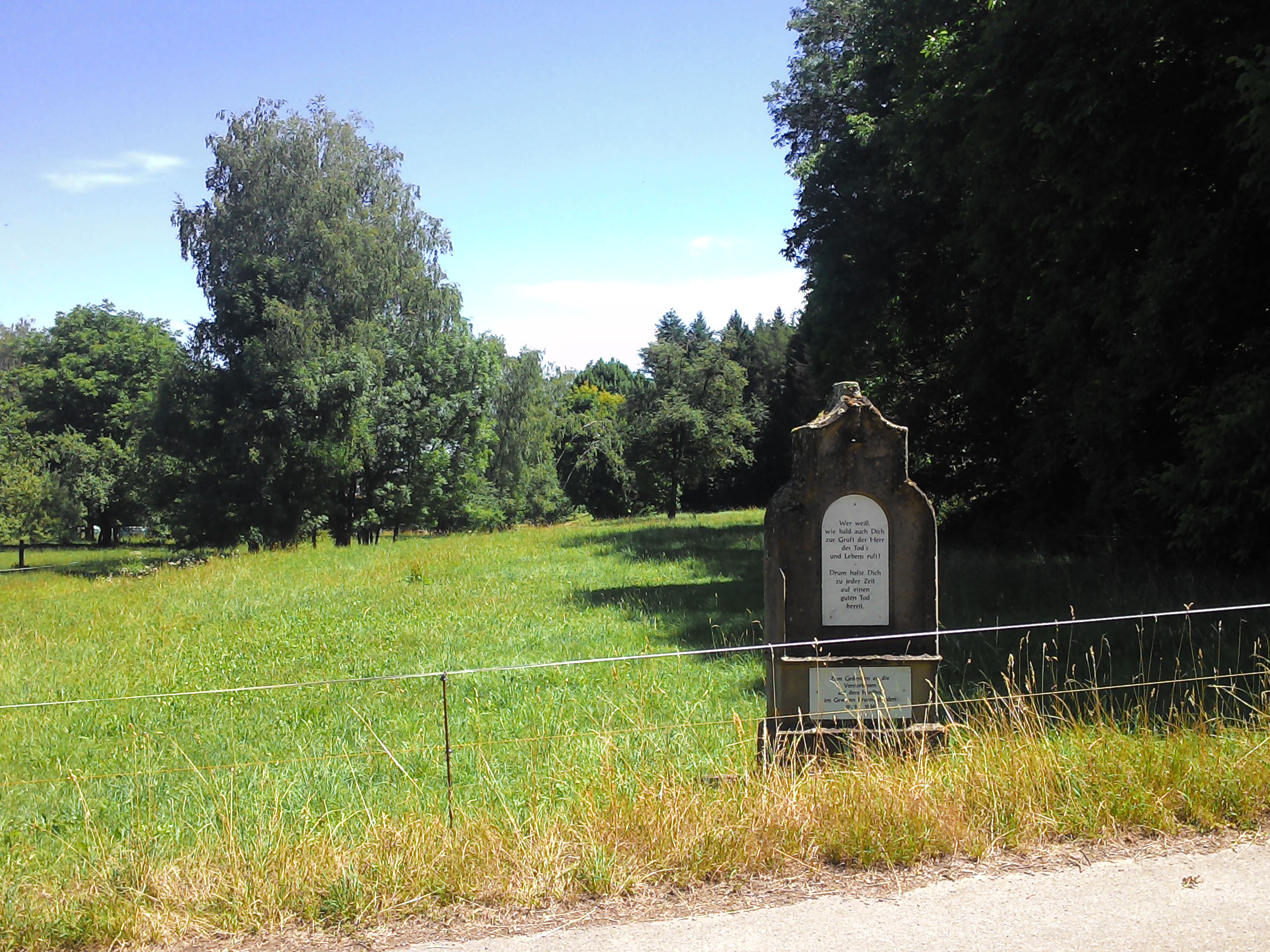
Ehem. Friedhof Brunnenhalde (1836–1866)

Napoleon, der die ‚Neustrukturierung‘ Europas ausgelöst hatte – im Interesse Frankreichs – war jedoch noch Vertreter „von den konservativen, übernationalen Kräften des Adels und der Dynastien“, die nach den Befreiungskriegen und seinem Sturz europaweit ihre Macht verloren: „Allenthalben kommt es zu Erhebungen in Spanien, Portugal und Griechenland usw., zur Juli-Revolution in Frankreich mit den Nachwirkungen in Belgien und Polen. In der Eidgenossenschaft bildet sich auf Betreiben der Demokraten der Bundesstaat Schweiz. Die Entwicklung im Großherzogtum Baden wird durch die Vorgänge in Frankreich und der Schweiz stark beeinflusst.“

### Revolution 1848/49
Noch gelingt es den Großmächten Preußen und Österreich (mit Bayern) den politischen Umsturz zu verhindern, doch die Umgestaltung der Verhältnisse schreitet fort; das Bürgertum setzt die Einrichtung von „Verfassungen“ durch, die politische und wirtschaftliche Freiheiten garantieren. Der Demokratisierungsprozess ist nicht mehr aufzuhalten.

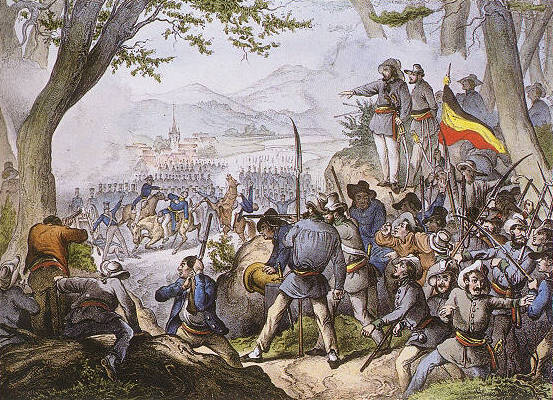
Gefecht bei Kandern am 20. April 1848. Zeitgenössische Lithographie, die die Schlacht aus der Perspektive der Revolutionäre zeigt

In Baden ist der Veränderungswille besonders hoch und findet in Hecker in Konstanz einen Anführer, der im April 1848 einen „Revolutionszug“ organisiert – „zu den Freischaren gehörte auch die Kolonne Weißhaars aus Lottstetten, der ca. 1500 Mann Bürgerwehr aus dem Klettgau zusammengebracht hatte.“
Die Begeisterung ging auch an Oberlauchringen nicht vorbei, die Badische Revolution wurde zur ‚Gemeindesache‘: Gekauft und quittiert für die Bürgerwehr wurden Trommel, Schießpulver und Blei (ebenfalls von den Gemeinden Tiengen und Zurzach) und nach der Niederschlagung der „Erhebung“ wurden bei der „Waffenablieferung u. a. auch 25 Gewehre mit Bajonetten abgegeben […], die im Eigentum der Gemeinde, also für die Bürgerwehr, standen.“
Bei der Revision der Gemeinderechnung 1848 (‚durch die Preußen‘) erwies sich die Verwaltung der Sache gewachsen: Die Trommel brauchte man, „um Feueralarm zu schlagen“, mit den Waffen wollte man sich gegen „das Gesindel“ in der Gegend verteidigen. Das Schießpulver war für das „Fronleichnamsschießen 1848“ vorgesehen, „das danach das bayrische Militär den Oberlauchringern abgenommen (hat). […] Es waren dies die Soldaten der 8. Kompanie des 3. Inf. Regiments ‚Prinz Karl‘, die im Juni den Ort besetzt hatten.“
Nach dem Wiederaufflammen der Aufstände im Mai 1849, „(lagen) im Juli 1849 badische, dann hessische und mecklenburgische Truppen im Ort, im Herbst gefolgt von preußischer Infanterie.“ Die Einquartierungen dauerten bis 1851, in der Chronik sind auch die gemeindlichen Waffenbesitzer namentlich aufgeführt; inklusive Pfarrer und Bürgermeister, der abgesetzt wurde. (Chronik, 639 bis 658).
Auch in dem damals viel kleineren Unterlauchringen gab es revolutionäre Tätigkeit; allerdings erst 1849, in der zweiten Phase der Erhebungen: Ebenfalls für „Ausrüstung, Mobilmachung und Auszug der Bürgerwehr“ entstanden erhebliche Kosten, „die in einer Nebenrechung der Gemeinde vorgenommen wurden, die leider im Gemeindearchiv nicht aufgefunden werden konnte.“ Auch die Einquartierungskosten für die Besatzungstruppen stammen nur aus dem Jahr 1849.
In Unterlauchringen dominierte schon vor Mitte des Jahrhunderts die „fabrikindustrielle Verarbeitung […] in der Lauffenmühle“ und möglicherweise hängt dies mit der späteren Phase der Aufstände durch ein Engagement der Arbeiter zusammen.

### Oberlauchringen
Oberlauchringen war in frühen Jahrhunderten trotz seiner großen und fruchtbaren Gemarkung keine reiche Gemeinde, „was seinen Grund nicht zuletzt darin hatte, daß es an der Durchgangsstraße von Basel nach Schaffhausen und an der Verbindung von der Schweiz nach dem Wutachtal an dessen Eingang lag und sich nie von den unheilvollen Auswirkungen von Truppendurchzügen, Einquartierungen und Kontributionen erholen konnte.“

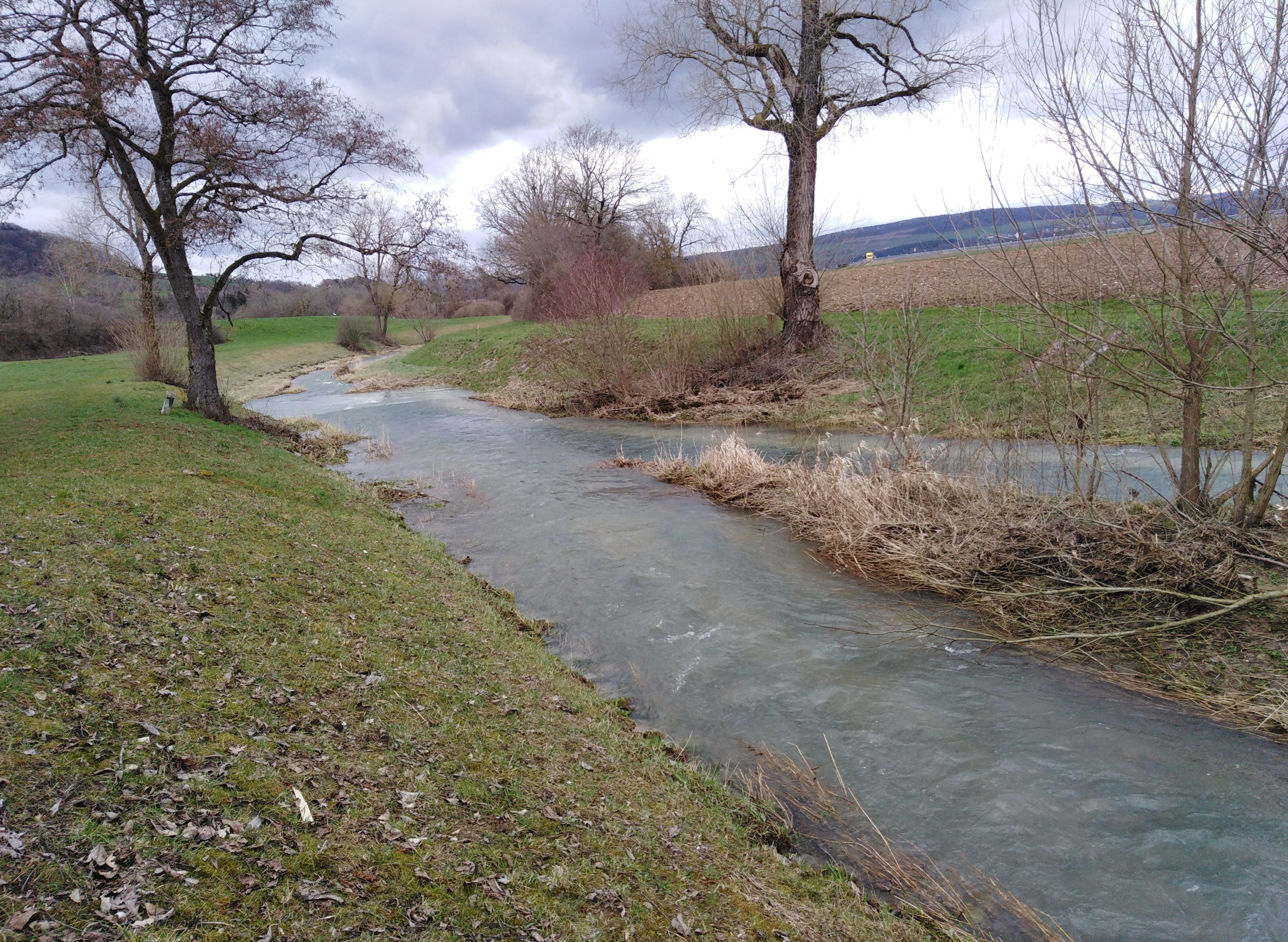
Zusammenfluss der Klettgaubäche 2019

Schäden entstanden auch immer wieder durch Hochwasser „vor allem der in mehrere Arme aufgeteilten Wutach aber auch durch des nach dem Zusammenfluß von Schwarzbach [aus Grießen] und dem Klingengraben [aus Erzingen] als Kotbach bezeichneten Wasserlaufs.“
Zwar floss durch Furt- und Brückengelder, die Poststation und auch dem traditionellen ‚Versammlungsort Gasthof Adler‘ (Zolleinzug) sowie der Bannmühle viel Geld im Ort, doch ausnahmslos in die Kassen der Herrschaft.
1690 gab es zudem ein Brandunglück, dem „55 Haushaltungen zum Opfer fielen.“ (Chronik, 235 f.)
Die Oberlauchringer Dorfschulden blieben bis ins 19. Jahrhundert sprichwörtlich. Einer Aufstellung von 1807 [nach dem Übergang an Baden] ist zu entnehmen, dass „in ungefähr 60 Stallungen 32 Pferde, 93 Ochsen und 137 Kühe standen.“ (Chronik, 247).

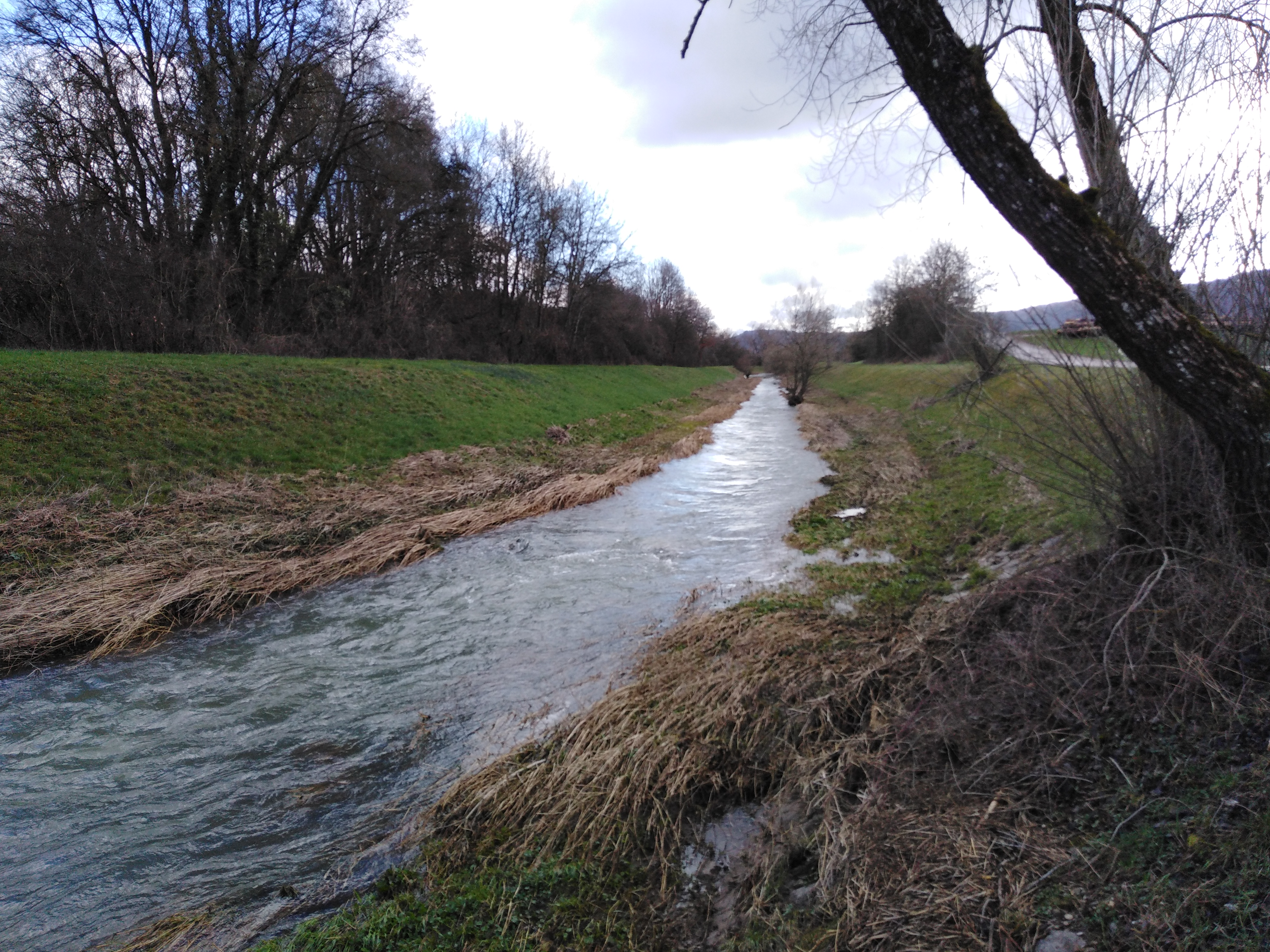
Der Schwarzbach aus Richtung Grießen

Das Hauptproblem um die Naturgewalten war für die Oberlauchringer das Wasser. Bis nach Weisweil hinauf gab es Streit mit den Klettgauern um Verbesserungen der Regulierung der Bachzuflüsse – der Kotbach wurde häufig zu „einem reissenden Fluss“. Nicht zu sprechen von der Wutach, die mehrmals im Jahr Hochwasser führte, dem Brücken, Wehre und Notdämme kaum Widerstand boten. Nachdem sich die Zuflüsse (in der Wutach mit mehreren, immer wieder wechselnden Armen und Inseln) bei Oberlauchringen vereinigten, „(hatten) auch die Unterlauchringer ihre Not mit der Wutach […] Erst bei der Lauffenmühle enge sich das Wasser zwischen Felswänden ein.“

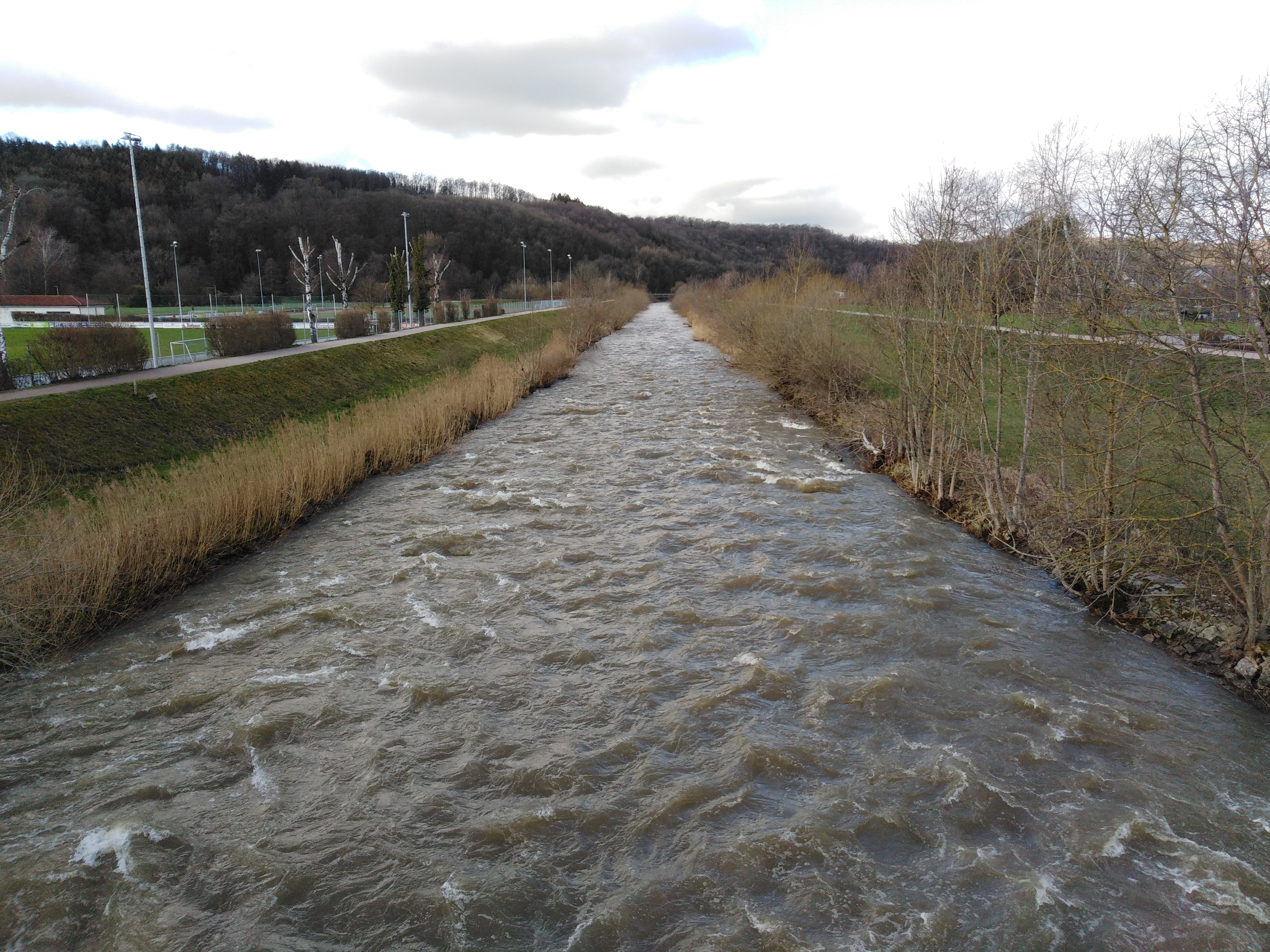
Die regulierte Wutach

1812 begann die Phase der Gutachten zur Flusskorrektur; es ging um Zuständigkeiten, Streckenführung, Gesetzesregelungen und Geld. Planer und Baumeister wurde der „Rheinkorrektor“, Ingenieur Johann Gottfried Tulla. 1816 wurde als erstes Teilstück die Strecke von Oberlauchringen bis Degernau begradigt, 1821 bis Ofteringen, „1848 waren die Arbeiten bis Untereggingen gediehen […] aber auch nach der Flußbegradigung hielt sich die wilde Wutach oft nicht an das vorgeschriebene Flußbett.“ Noch 1880 wurde Oberlauchringen teilweise überflutet und „die Regulierung der Wutach erforderte noch bedeutende Anstrengungen“. (Chronik, 260 bis 270).

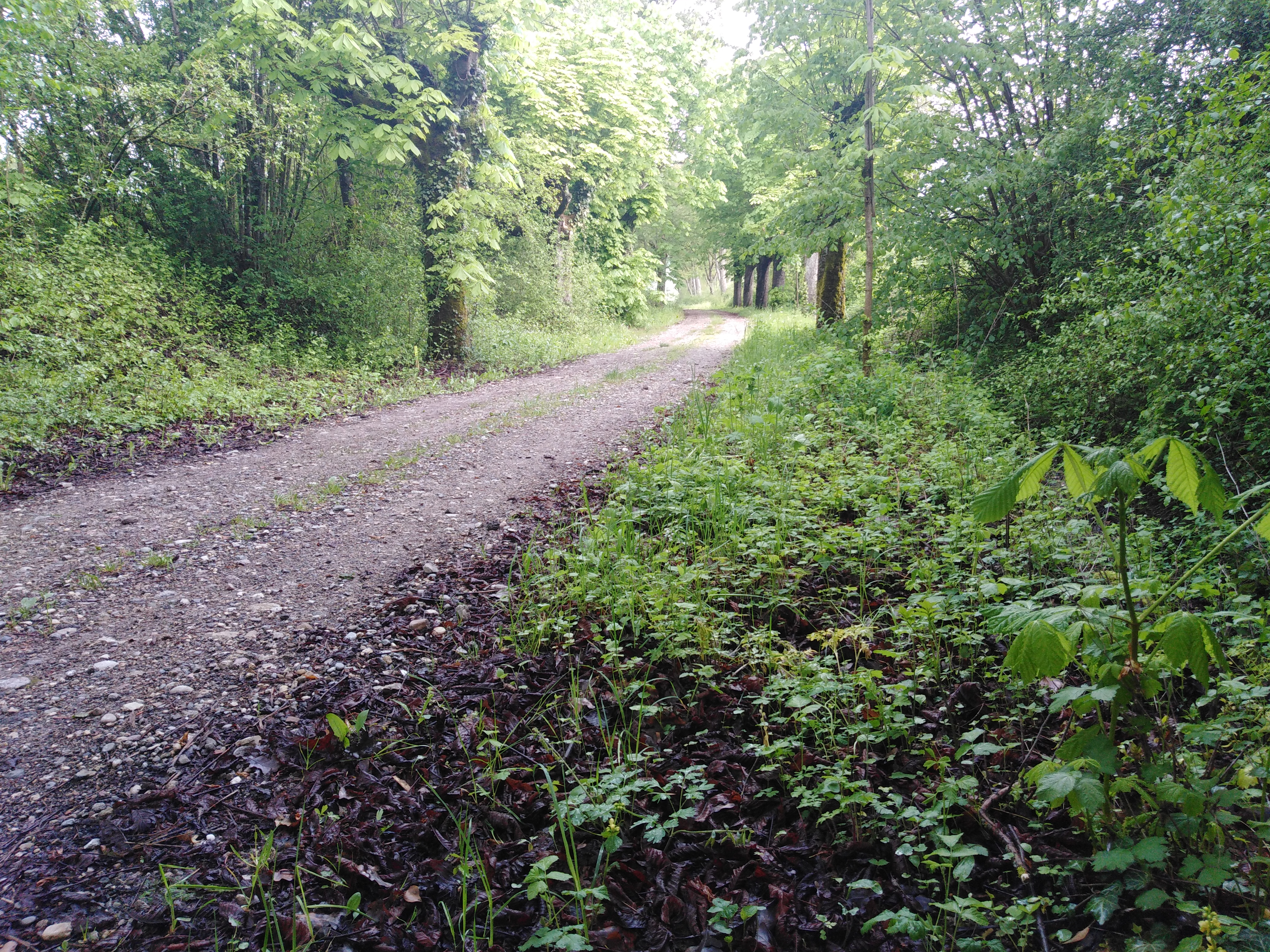
Die Römerstraße aufwärts nach Bechtersbohl

Seit Ende des 18. Jahrhunderts hatte auch der systematische Ausbau von Straßen begonnen, wobei als besonders erwähnenswert „1876 die […] Korrektion der Burgsteige zwischen Oberlauchringen und Bechtersbohl (erfolgte), wozu beide Gemeinden beisteuerten, um die bisher 15%ige Steigung zu entschärfen“. ‚Entschärft‘ wurde hier die gradlinig den Berg hinauf bzw. hinunter führende Römerstraße, die somit fast 1900 Jahre ihren Zweck erfüllte. Sie war ursprünglich gepflastert (Steinplatten mit einer doppelten Wagenspur), bis die Platten entnommen und auch für den Bau der Küssaburg verwendet wurden. In der Römerzeit (15 v. Chr. bis Mitte des 5. Jahrhunderts) arbeitet an der Steige ein Fuhrunternehmen, das zur Bewältigung von Auf- und Abfuhr Transportwagen mit Ochsen bespannte. Erst 1876 entstand die Serpentinenstraße.

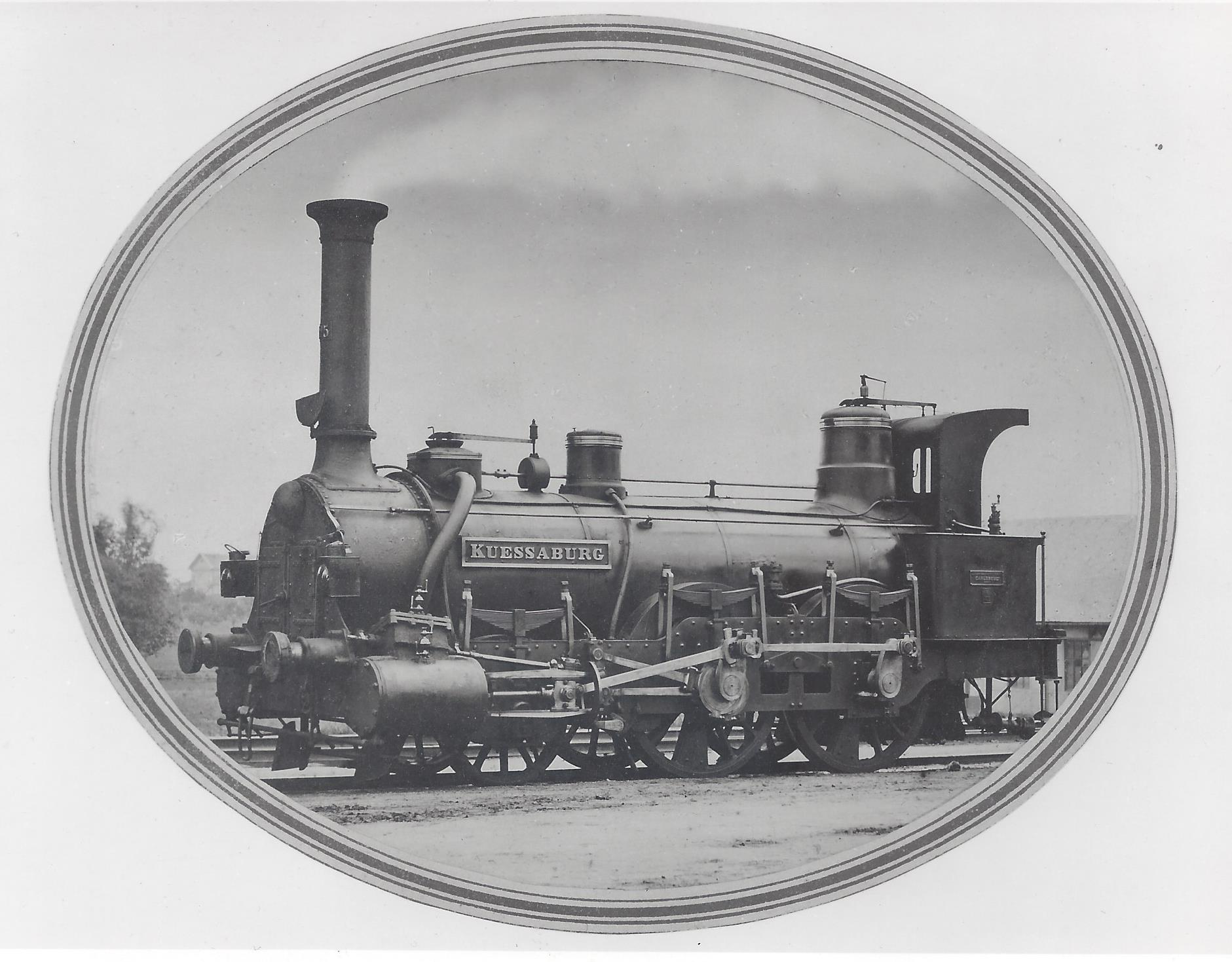
Dampflokomotive Küssaburg

Mit der Eröffnung der Bahnlinie Basel-Waldshut-Koblenz am 15. Juni 1863 war auch Oberlauchringen an den Schienenverkehr angeschlossen. Die Bahnlinie Lauchringen-Stühlingen wurde am 22. April 1875 in Betrieb genommen. (Chronik, 274).

### Unterlauchringen
In der Lauchringer Chronik sind die Lebensverhältnisse neben Ober- auch in Unterlauchringen detailliert über Dokumente dargestellt, die allerdings fast ausschließlich ab erst ab dem 18. Jahrhundert erhalten sind, denn zuvor – besonders im Dreißigjährigen Krieg, aber auch in den folgenden – verbrannten sie. Es ist Gegnern wichtig, Überlieferung und dadurch Erinnerungen und Tradition zu vernichten.
Beim Herrschaftswechsel von den Sulzer Grafen zu den Schwarzenberger Fürsten wurde in der Landgrafschaft Klettgau 1788 auch eine „Neubereinigung der auf der Gemarkung Unterlauchringen liegenden Grundstücke begonnen“, denn danach bemaß die Herrschaft ihr Recht auf Abgaben und nun vor allem in (Geld-)Zinsen. Als Grundherren erscheinen hier auch noch die Klöster Rheinau, St. Blasien, das Kloster Berau und der Chorherrenstift Zurzach. Rheinau half bei der Neuberechnung mit einem ‚Urbar‘ aus dem Jahre 1683 aus.
Nicht nur die Gerichtsbarkeit in Lauchringen war kompliziert, denn die Hoheitsrechte über den Ort lagen bei der Landgrafschaft Stühlingen und nur die „Niedergerichtsherren“ waren die Klettgauer Landgrafen.
Den Hohen Fürstenberger Herren oblagen die Jagd- und Fischereirechte, sowie die Genehmigung von Schankwirtschaften; die Lauchringer waren aber als Leibeigene, in der Militärpflicht, mit Abgaben im Sterbefall („das beste Stück Vieh, das beste Kleidungsstück“), bei der Heiratsgenehmigung, bei Weg- oder Zuzug, in der Fron und bei vielfachen Kleinigkeiten der Klettgauer Herrschaft in Tiengen unterstellt. Diese Trennung verschiedener Zuständigkeiten bestand ab 1408 „durch die Heirat der Frau Gräfin Ursula von Habsburg mit dem Grafen Rudolf von Sulz“ und dauerte bis zur Säkularisation 1806. Verkompliziert wurde bis dahin alles, da in vielerlei Orten die „Niedere Gerichtsbarkeit“ mit ihrem Wust an ‚bürokratischen‘ Regelungen auch bei Klöstern lagen.
Eine außerordentlich detaillierte Regelung galt dem Betrieb von Gaststätten; die Fürstenberger verliehen das „Tafernrecht“, die Klettgauischen Landesherren genehmigten dann die Schankwirtschaften und erhoben das „Umgeld“. Die exakte Menge an Wein war geregelt, wer, wann und wie viel ausschenken konnte. Auch hier wurde dann bei der Auflösung aller Adelsherrschaften und dem Übergang der Ländereien an das Großherzogtum Baden die Gesetzlichkeit vereinfacht.
Zuerst jedoch von Amts wegen erfasst:
„Nach einer amtlichen Aufstellung bestanden im Jahre 1809 in der [ehemaligen] Landgrafschaft Klettgau 30 Tafernen, davon 3 in Tiengen, 4 in Kadelburg, 2 in Erzingen und je eine in Ober- und Unterlauchringen“ wie auch je eine in allen Ortschaften außer Reckingen und Rechberg.
Frühestens überliefert ist in Unterlauchringen die Wirtschaft Zum Schwarzen Adler; die seit Jahrhunderten vom Müller betriebene Schenke wurde 1850 als „Buschwirtschaft“ Zur Lauffenmühle offiziell; 1861 wurde Der grüne Baum konzessioniert und konnte sich 1881 von einer Kranz- in eine Gastwirtschaft erweitern; ab 1877 eröffnete eine Schankwirtschaft an der Straße von Oberlauchringen nach Tiengen, „die entfernt vom Ortskern mehr der Bedürfnisse der Reisenden und Fuhrleute dienen sollte“ und damit auch den Branntweinausschank genehmigt erhielt (1880). Ab Januar 1908 wurde sie von August Kaiser unter dem Namen Der Deutsche Kaiser betrieben.
Fazit zur Entwicklung der beiden, späteren Ortsteile Lauchringens:
In Unterlauchringen ist die wirtschaftliche, ‚industrielle‘ „Entwicklung ab der Mitte des 19. Jahrhunderts, zunächst langsam fortschreitend, klar erkennbar, im Ortsteil Oberlauchringen hat sich die überwiegend landwirtschaftliche Struktur noch bis zum Zweiten Weltkrieg erhalten.“ (Chronik, 679).

## 20. Jahrhundert
Die Jahrhundertwende war eine Zeit stürmischer, westlicher Entwicklungen in Wirtschaft, Wissenschaft und Technik, die auf dem Lande die zentrale Wasser- und Stromversorgung brachte und in neuem Maßstab auch kommunale Bauvorhaben ermöglichte. Kehrseite war die Stagnation nationalen Denkens und politischen Handelns, das Konkurrenzen nur verschärfte und in den Ersten Weltkrieg mündete.
„Nach der Mobilmachung am 1.8.1914 rücken auch in Lauchringen fast täglich Männer zum Kriegsdienst ein.“ 1914 bis 1918 verzeichnen beide Ortschaften 53 Gefallene. „Schon 1915 verknappen sich die Lebensmittel […] hinzu kamen Missernten […] es wachsen die Kriegsverordnungen, Requisitionen, Abgabe von Lebensmitteln usw., die Versorgung der Familien in der Heimat ist mehr als dürftig.“ Kriegsende 1918, „die Soldaten kehren zurück, nach und nach die Kriegsgefangenen. An den Kriegsfolgen sterben auch in den beiden Lauchringen in den Folgejahren ehemalige Soldaten.“ (Chronik, 565 f.).

### Nationalsozialismus
Mit dem Machtantritt der Nationalsozialisten 1933 wurden Schritt für Schritt Gemeinderäte und auch der Bürgermeister ausgewechselt (1936). „Die Gleichschaltung wurde in allen örtlichen Vereinen und Vereinigungen erzwungen.“ Kirchliche Jugend wurde aufgelöst und in die Hitlerjugend befohlen.
Es gab viel Begeisterung für den neuen Aufbruch – „andererseits gab es gerade ältere Leute, die instinktiv in der Politik Hitlers die Todesgefahr für das deutsche Volk kommen sahen.“ (Chronik, 568 ff.).
Der Unterlauchringer Ortspfarrer Vorbach, der die Teilnahme von Kindern in „Jungvolkuniform“ an einer Prozession ablehnte, wurde in die Arrestzelle im Rathaus gebracht. Dies habe ihn (als ehemaligen Offizier) wenig beeindruckt und sein Widerstand blieb nicht unbeobachtet.
Episode Eingemeindung 1935

Der Tiengener NS-Bürgermeister Gutmann stellte am 6. April 1935 den Antrag zur Eingemeindung Unterlauchringens nach Tiengen an das Bezirksamt Waldshut, was in der Ortschaft auf Entsetzen stieß.
Die Begründungen des schon damals gefürchteten Fanatikers konnten jedoch sachlich erwidert, teils widerlegt werden. Das Für- und Wider wird in der Chronik ausführlich behandelt.
Folge: „Landrat Dr. Hofheinz vom Bezirksamt Waldshut, ein aufrechter, geradliniger und kluger Amtsvorstand, aber wahrhaftig kein Nationalsozialist, sah die Dinge objektiv und klar:“ Er forderte von beiden Seiten weitere Nachweise an und kam im Herbst zu seiner Entscheidung: „Am 7.10.1935 übermittelte Landrat Dr. Hofheinz die auf einen Satz beschränkte Mitteilung: 'Nach dem Ergebnis einer am 3.10.1935 unter Leitung des Ministerialdirektors Dr. Bader und Mitwirkung des Oberregierungsrats Schoch in Konstanz stattgehabten Besprechung hat die Eingemeindungsfrage bis auf weiteres beruhen zu bleiben.' Nach Kenntnisnahme zu den Akten.“
Drei Lauffenmühle-Arbeiter wurden Anfang 1936 von der Gestapo verhaftet. Zwei wurden „wegen Vorbereitung eines hochverräterischen Unternehmens“ („Druckschriften aus dem Ausland“) für fast zwei Jahre in längster Zeit ins Württembergische Landesgefängnis Ulm verbracht. Nach ihrer Entlassung arbeiteten sie auch wieder in der Lauffenmühle. Von einem der Verhafteten (Hans Dettinger) ist nicht weiteres bekannt.

### Zweiter Weltkrieg
Der Lauchringer Pfarrkurat Oser machte sich 1944 ‚unbeliebt‘, da er „anläßlich eines Pfingsttreffens auf der Küssaburg“, Ministranten Gelegenheit geben wollte, das Kirchlein in Bechtersbohl zu besuchen. Im November wurde er „wegen einer Ansprache zur Beerdigung einer BDM-Führerin“ angezeigt. Nach der fernmündlichen Ladung zur Gestapo in Waldshut, übergab Oser „die Schlüssel […] dem Oberlauchringer Pfarrer Dietrich – und verschwand.“
Er übte eine geistliche Tätigkeit in der Schweiz aus und kehrte im Juni 1945 nach Unterlauchringen zurück und nahm „seine Seelsorgetätigkeit wieder auf [… –] segensreich, bis 1956.“
Im Dezember 1944 waren Pfarrer Dietrich und Ordensschwestern „von der Gestapo wegen des Verdachts verhaftet worden wegen des Verdachts einem holländischen Offizier geholfen zu haben“ bei der Flucht in die Schweiz. Schwester Zoa wurde erst Ende Januar entlassen, Pfarrer Dietrich verblieb „mit anderen verhafteten Geistlichen im Waldshuter Gefängnis“ bis kurz vor Kriegsende am 23. April 1945.
Gegen Ende des Zweiten Weltkrieges 1945 begannen die Luftangriffe auch in der Region; am 8. Februar wurde der Bahnhof Oberlauchringen angeflogen und „vor allem an der Eisenbahnbrücke über die Wutach erhebliche Schäden“ angerichtet. Ab April wurden die Tiefflieger zum Schrecken, die auch einzelne Menschen (auf den Feldern) beschossen.
Mittags am 25. April wurde Tiengen aus der Luft angegriffen, da der Bürgermeister Gutmann mit Waffengewalt das Hissen von weißen Fahnen unterbunden hatte. Das Bombardement forderte in der Bevölkerung acht Tote und „die nächsten Nächte waren furchtbar, denn der Feind übte Raubrecht: außerdem kamen 35–40 Vergewaltigungen vor.“
Der Luftangriff auf Tiengen wurde auch in Unterlauchringen beobachtet. Hier waren weiße Fahnen gehisst am Ortseingang erwarteten Bürgermeister, Pfarrer „und ein seit einiger Zeit in der Lauffenmühle zwangsverpflichteter Franzose“ die Panzerspitze. Die Kampfgruppe fährt unmittelbar danach weiter ins Wutachtal, eine kleine Abteilung durch Oberlauchringen in Richtung Klettgau.
Kurz darauf wird eine Befehlsstelle eingerichtet:
„Lauchringen hatte Glück mit der französischen Kompanie“, es gab keine Vergewaltigungen und nur sporadische Plünderungen „hier und da“. Ein SS-Angehöriger und ein versteckter Soldat werden erschossen, ein Junge kommt versehentlich ums Leben.
Siehe auch: Kriegsende im Südschwarzwald (1945)

### Nachkriegszeit
Die Anordnungen der französischen Besatzer belasteten die Lauchringer wie alle anderen, Vieh wurde abgetrieben, „Betten und Bettwäsche mußten abgeliefert und Wohnungen freigemacht werden. Die noch wenigen vorhandenen Erzeugnisse wurden bei den Landwirten beschlagnahmt, innerhalb kürzester Fristen hatten sie Getreide, Stroh, Futter und immer wieder Großvieh, Kleinvieh, Geflügel und Branntwein abzuliefern; es gab nichts, was nicht von der Besatzung gebraucht und requiriert wurde.“ Fischfang in der Wutach wurde mittels Handgranaten betrieben. Die Waldbestände wurden dezimiert, Holzfällerkommandos einquartiert, „am Bahnhof Lauchringen installierten die Franzosen eigens eine Säge; sie lief Tag und Nacht, diese ‚Franzosensäge‘.“
Güterzüge rollten täglich auf der Wutachtalbahn mit Vieh und Maschinen aus den stillgelegten und demontierten Fabriken nach Westen. „Die Bürgermeister in jener schweren Zeit hatten ausschließlich die Befehle der Franzosen entgegenzunehmen und auszuführen, die fast nur Ablieferungen, Abgaben und Beschlagnahmungen zum Inhalt hatten.“ (Chronik, S. 581 f.).
Bereits der Winter 1945/46 brachte schwere Entbehrung selbst auf dem Lande für die Menschen; der härteste war jedoch der „Hungerwinter 1946/47“; er wird in lokalen Chroniken meist umgangen; er forderte auch auf dem Lande Opfer – in den deutschen Städten verhungerten Hunderttausende.
Trotz der von den Franzosen abgeriegelten Grenze zur Schweiz, konnten die Nachbarn in allen Orten entlang des Hochrheins tägliche „Schulspeisungen“ für die deutschen Kinder durchsetzen.

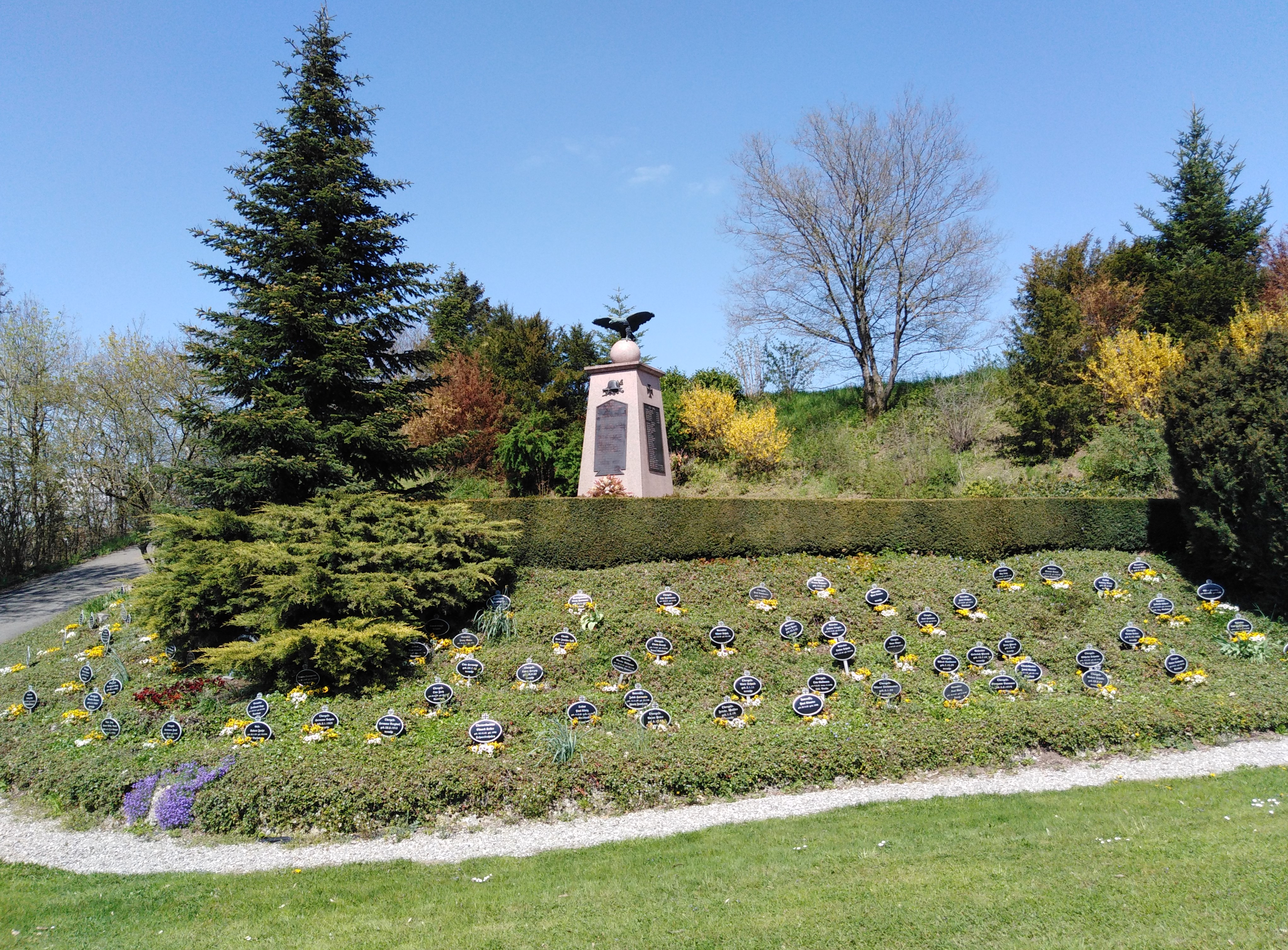
Kriegerdenkmal der Gefallenen beider Weltkriege bei Oberlauchringen

Es dauerte lange, bis die überlebenden Kriegsgefangenen Soldaten nachhause kamen. 
1946 wurde in Oberlauchringen die Gedenkstätte für die Opfer des Zweiten Weltkrieges erweitert (86 Tote und Vermisste). „Der damalige Bürgermeister Manz griff den Gedanken einer Erweiterung des Kriegerdenkmals 1914 – 1918 bereits Anfang Mai 1946 auf. Die französische Militärregierung war mit der geplanten Erweiterung einverstanden. In aller Kürze war die gärtnerische Anlage gestaltet; das Aluminiumwerk Wutöschingen besorgte die Ehentafeln für jeden einzelnen Kriegstoten.“ Die Ehrenstätte wurde Ende Mai 1946 eingeweiht.(Chronik, S. 461).
1960 wurde bei Unterlauchringen das Mahnmal im Reiherwald entsprechend erweitert (143 Tote und Vermisste).
Am 15. Juni 1946 waren in Südbaden die ersten freien Gemeinderatswahlen durchgeführt worden, kurz darauf fanden auch die Wahlen für Kreisversammlung und Kreisausschuss statt – „der Wiederbeginn für eine freie Demokratie an der Basis. [… Doch] erst der 21. Juni 1948 mit der Währungsreform brachte die Wende.“ (Chronik, S. 583 und 588).
Durch den Wohnraumbedarf der Heimatvertriebenen – der Zuzug setzte in der französisch besetzten Zone erst spät ein, denn die Besatzer wollten sich nicht mit diesem Problem befassen und riegelten bis 1949 ihre Zone ab – begann die „rege Bautätigkeit“ der 1950er Jahre in beiden Ortschaften.
1953/54 wurde in Unterlauchringen ein Kindergarten mit Schwesternhaus eingerichtet (1966 in Oberlauchringen) und 1960 ein Erweiterungsbau für das 1909 gebaute Schulhaus.
Flurbereinigung

Die Verteilungsprobleme mit Lebensmitteln nach dem Krieg hatten auch vor Augen geführt, dass die landwirtschaftliche Produktion durch fehlende technische Standards und vor allem die Stückelung bebaubarer Flächen, eine moderne Gesellschaft mit ihrem Bevölkerungszuwachs nicht mehr versorgen konnte.
„Rd. 600 Hektar Land mit ca. 300 Beteiligten wurden ohne einen einzigen Einspruch bereinigt und so die Flurbereinigung im Ort Oberlauchringen 1960 erfolgreich abgeschlossen.“ 15 km Feldwege wurden ausgebaut.
In Oberlauchringen wurde 1956 bis 1965 Kotbach, Schwarzenbach und Klingengraben reguliert und acht Brücken gebaut, 1967 in Unterlauchringen die Wutachbrücke bei der Lauffenmühle erneuert.
Die Sporthalle mit Mehrzweckeinrichtung in Unterlauchringen stammt von 1968.
Industrie und Gewerbe

Im Gegensatz zur „Mühle am Lauffen“ konnte sich die „Bannmühle“ in Oberlauchringen nicht als Wirtschaftszentrum entwickeln: „Die Zwirnerei lief im Zweiten Weltkrieg aus.“ Die Konfitürenfabrik Simmler bestand ebenfalls schon vor dem Krieg und kam in den 60er Jahren über den Hotelfachgroßhandel in Schwung. 1965 wurde die kleine Alu-Portionspackung kreiert.
Industrieller Aluminiumbetrieb war ab 1961 die Firma König, die auch den Anstoß für die neue Idee des ‚Gewerbegebiets‘ gab, das vor dem Wiggenberg ab 1969 erschlossen wurde. 1985 gab es dort einen Großbrand.
Generell brachte der frühe Nachkriegsbaubeginn in West-Deutschland intensive Erfahrungen mit Infrastruktur; bei Straßenbau, Kanalisation, Wasser- und Energieversorgung und förderte dabei schon die Kooperation unter den Ortschaften:
„Von entscheidender Bedeutung war die Gründung des Abwasser-Zweckverbandes ‚Klettgau-West‘ (1962) und damit der Anschluss an die 1965 fertiggestellte gemeinschaftliche mech.-biologische Kläranlage.“ (Chronik, 682 bis 685).

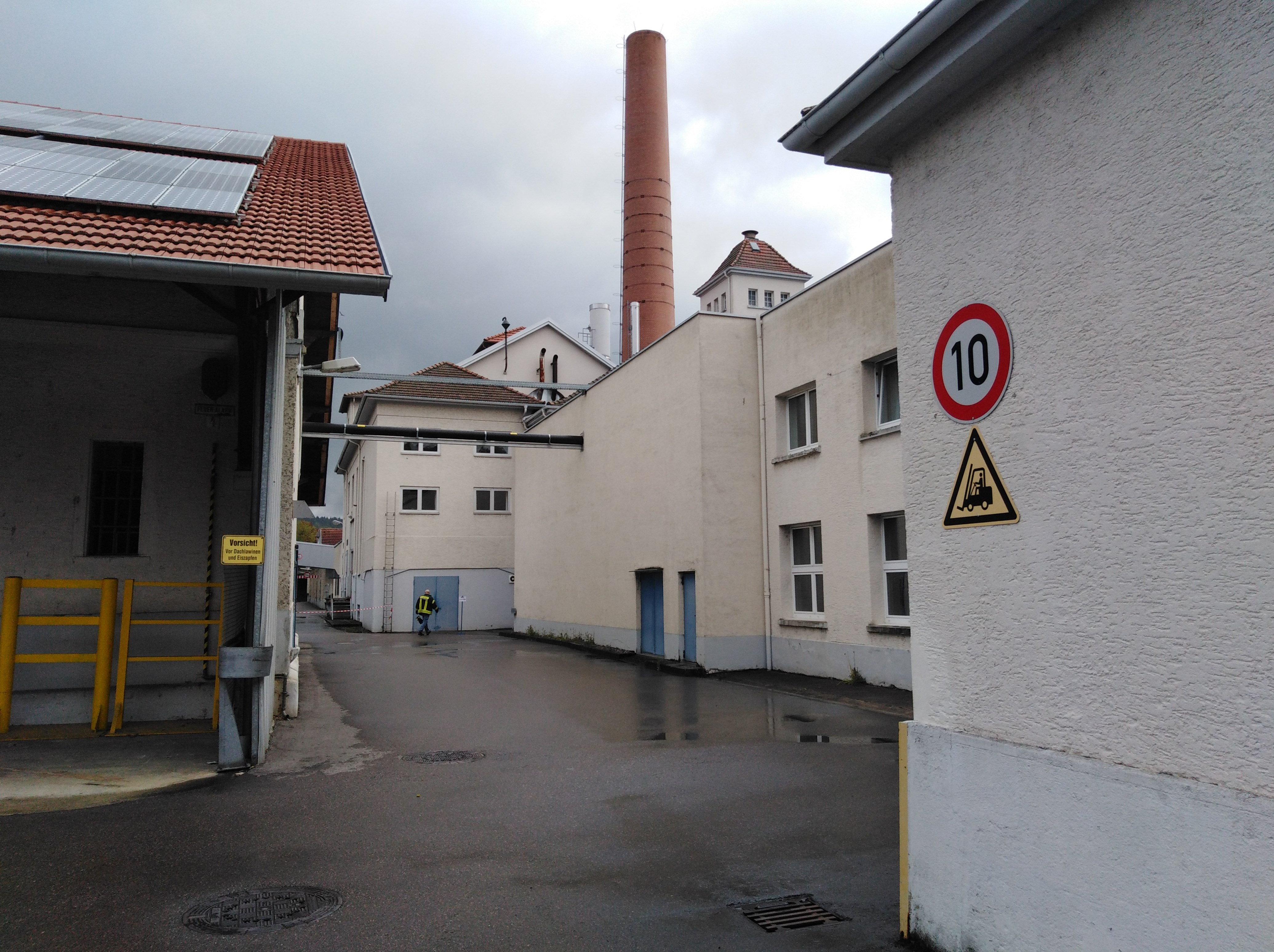
Werksgelände mit stillgelegtem Schornstein

Das Jahr 1970 brachte den Bau der Gemeindehalle – nun wurde es wichtig, Regelungen im übergreifenden Sinne zu finden, denn die Dörfer begannen bereits wieder, die allgemeinen Einrichtungen ‚jedes für sich‘ einzurichten. Das wurde im Bildungs- und Schulwesen besonders offensichtlich.
Unterlauchringen wurde auch in der Nachkriegszeit in jeder Hinsicht von der Lauffenmühle geprägt, sie sorgte auch selbst für Arbeiterwohnhäuser und Infrastruktur. Dabei wuchsen der ‚Fabrikbereich‘ und das Dorf zusammen. Die Einwohnerzahl wuchs schon im 20. Jahrhundert rasch, da die Lauffenmühle bis zum Zweiten Weltkrieg in erster Linie auswärtige Arbeitskräfte anzog, ab den 1970er Jahren auch Gastarbeiter, vor allem aus der Türkei.
Die allmählich einsetzende internationale Wirtschaftsverflechtung bewirkte insbesondere in der Textilindustrie die zunehmende Schwächephase der Firma, die im Dorf selbst und schließlich in der Gesamtgemeinde von der Entwicklung des Handels aufgefangen werden konnte, die zur Bedeutung Unterlauchringens als Kleinzentrum führte.
Der Betrieb der Lauffenmühle wurde am 31. Juli 2019 nach mehreren Insolvenzen seit den 1990er Jahren eingestellt.

### Gemeindezusammenschluss
Bereits im Vorfeld waren die beiden Lauchringen-Dörfer „aufeinander zugegangen und zusammengewachsen.“ So kam es „noch 1969/70 zur Bildung eines Zweckverbandes zur Errichtung eines beheizten Schwimmbades sowie einer gemeinsamen Hauptschule.“
Damit waren beste Voraussetzungen geschaffen im Hinblick auf ein Gesetz, dessen „Fusionsprämie“ als Belohnung für williges Zusammentun in vielen Dörfern „im Volksmund“ als „Gemeindeabschlachtungsprämie“ (nach Paul Stoll) tituliert wurde:

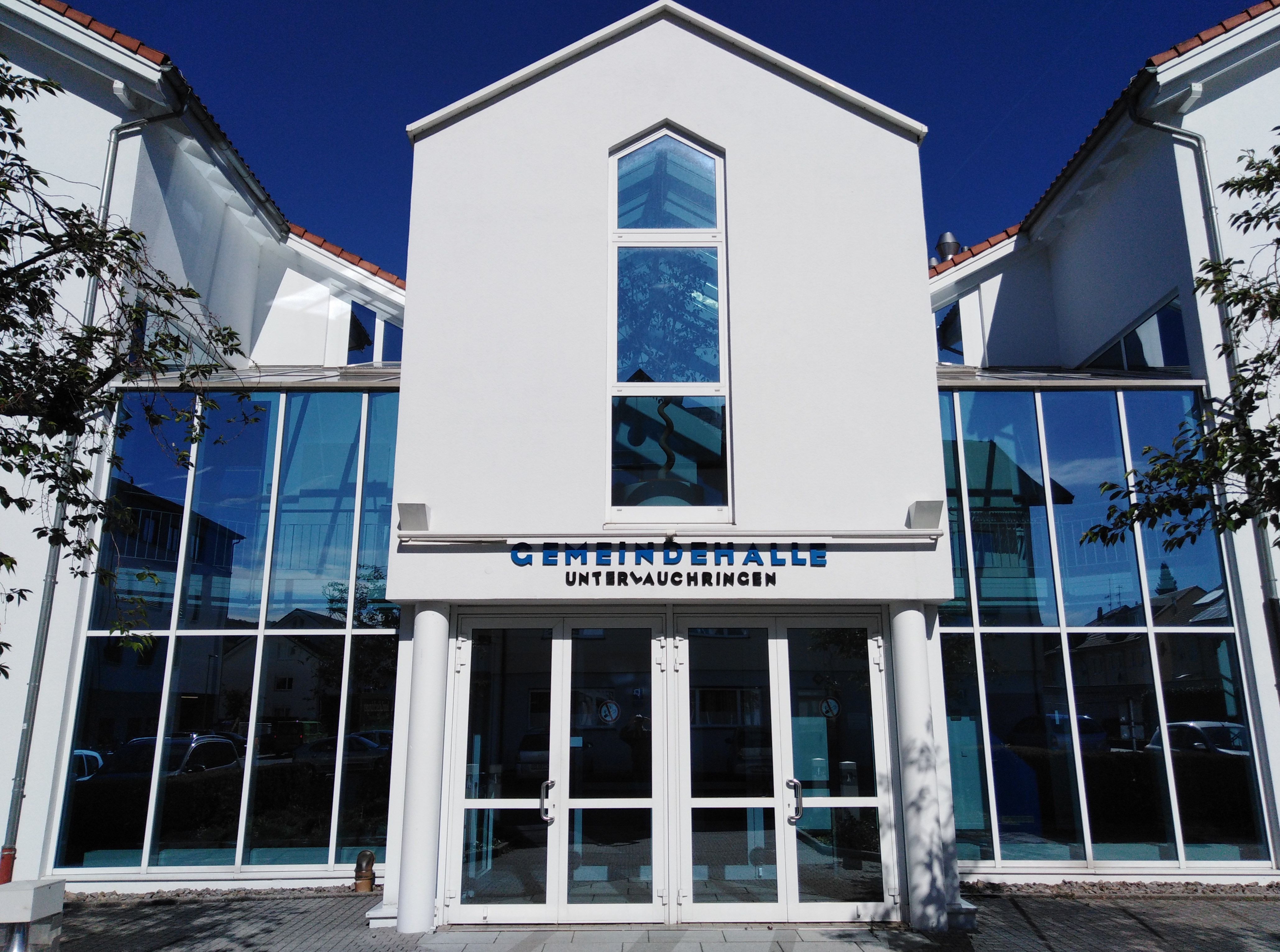
Gemeindehalle in Unterlauchringen

„Aufgrund des Gesetzes zur Stärkung der Verwaltungskraft kleinerer Gemeinden vom 26.3.1968 des Landes Baden-Württemberg (Gebiets- und Verwaltungsreform) beschlossen die Gemeinderatsgremien der Gemeinden Ober- und Unterlauchringen am 5. Januar 1971 eine Vereinbarung zum Zusammenschluß auf den 1. Juli 1971.“
Die Bürgerschaften entschieden sich ebenfalls:
In Oberlauchringen von 1165 mit Ja: 656, Nein: 134; in Unterlauchringen von 1872 mit Ja: 757, Nein: 80.
Am 4. und 5. Mai 1971 stimmten die noch getrennten Gemeinderäte der Vereinigung zu. (Chronik, 702).
Eine Randnotiz ist, dass die Oberlauchringen benachbarte Ortschaft Bechtersbohl am Fuße der Küssaburg bis 1975 um den Anschluss an Lauchringen kämpfte:
„Der Gemeinderat von Bechtersbohl lehnte die Aufgabe der Selbstständigkeit und den Zusammenschluß mit der neuen Gemeinde Küssaberg (1972) ab, […] da er der Meinung war, Bechtersbohl müsse der Gemeinde Lauchringen angeschlossen werden.“ Nach erneuter Bürgeranhörung votierten in Bechtersbohl „59 Bürger für Küssaberg und 58 Bürger für Lauchringen.“ Per Gesetz wurde Bechtersbohl auf 1. Januar 1975 in die Gemeinde Küssaberg eingegliedert.
Selbstverständlich war es einfacher zwei Gemeinden zum Zusammenschluss zu bewegen wie sieben oder neun, wie es sich auch in Klettgau mit dem vergeblichen Versuch von Geißlingen, die Unabhängigkeit zu wahren, zeigte.
Neuer Bürgermeister von Lauchringen wurde Oberlauchringens ehemaliger Bürgermeister Berthold Schmidt.

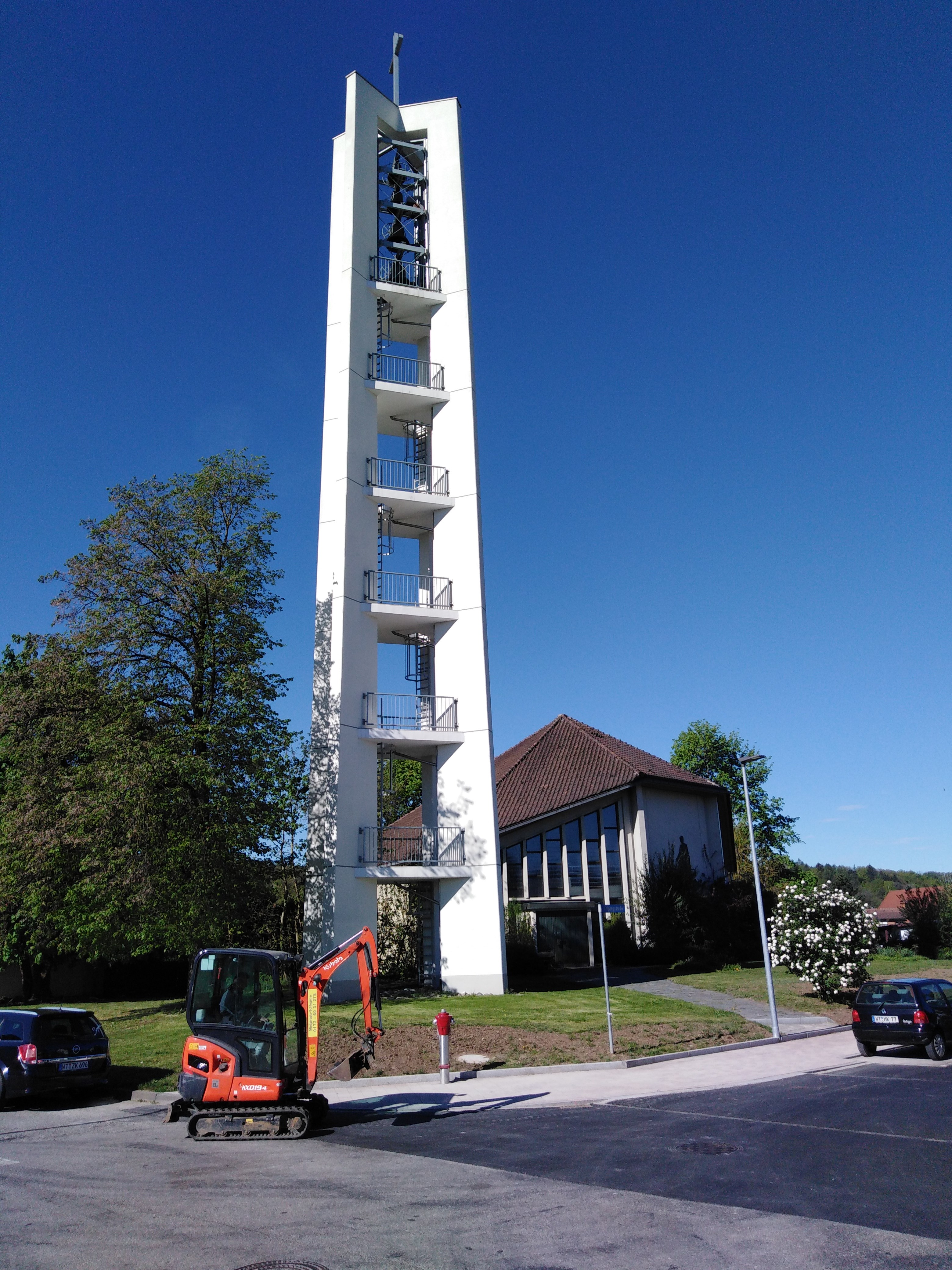
Evangelische Matthäuskirche (Weihe 1959) in Unterlauchringen

### Entwicklung der Gesamtgemeinde
Insgesamt lag die Einwohnerzahl 1970 bei 5226 Personen, in Unterlauchringen bei 3316 und in Oberlauchringen bei 1910. 1983 war sie auf 4240 bzw. 2311 gestiegen.
Durch die Zunahme der evangelischen Bevölkerung (1970 in Unterlauchringen 813 und in Oberlauchringen 445 Personen) wurde 1959 der Bau der Matthäuskirche in Unterlauchringen möglich.
1978 arbeiteten in der Lauffenmühle bei 900 Beschäftigten 530 Unterlauchringer und 61 Oberlauchringer.
Bauaktivität der Gesamtgemeinde

1972/73 wird die Wutachbrücke in Oberlauchringen neu gebaut; das 1974 eröffnete Schwimmbad ist nun das erste gemeinsam fertiggestellte Großprojekt. 1976 folgt die gemeinsame Hauptschule. 1981 wird die große, dreiteilige Sporthalle errichtet.

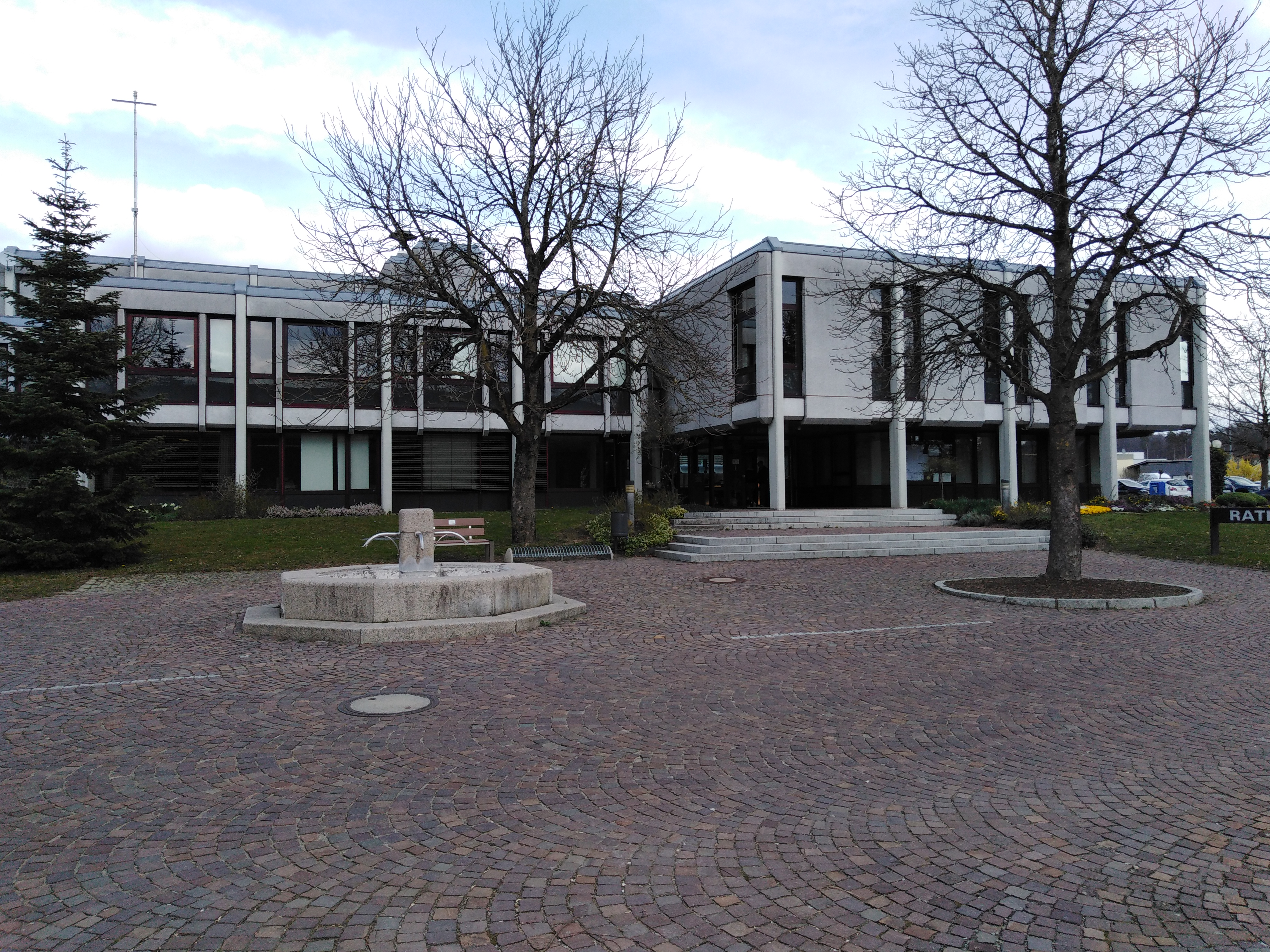
Rathaus von Lauchringen (1983/85)

Im Rahmen der Wasserversorgung wird 1983/85 ein rund 2500 m³ fassender Stahlbetonhochbehälter mit Steigleitung gebaut und im gleichen Zeitraum im Gewann „Oberhohrain“ das neue Rathaus der Gesamtgemeinde Lauchringen. (Chronik, 589 bis 720).
„Dazu kommen noch Investitionen in Höhe von rund hundert Millionen zum Ausbau der Infrastruktur, der Erschließung von Wohnbau- und Gewerbegelände sowie zum weiteren Ausbau des Wohn- und Freizeitwerts für Gemeindebürgerinnen und -bürger.“ (1995).
1983 beträgt die Gesamteinwohnerzahl 6463 Personen, davon 946 ausländische Staatsangehörige. 240 sind türkische Arbeitskräfte in der Lauffenmühle.
Mit dem Wirtschaftswunder in der Bundesrepublik Deutschland wurden zur Deckung des Bedarfs der Industrie ab 1960 immer mehr Arbeitskräfte, vor allem in der Türkei angeworben. Die Chronisten 1985: „Zusammenfassend läßt sich feststellen, daß der Einsatz der türkischen und sonstigen ausländischen Arbeitnehmer im Betrieb der Lauffenmühle wie auch bei der Unterbringung in den fabrikeigenen Wohnung bis dahin ohne besondere Probleme gelöst werden konnte. […] Das Verhältnis zwischen Türken und einheimischen Bewohnern besteht im Nebeneinander des Alltags ohne besondere Vorkommnisse; […] die enorme Unterschiedlichkeit in Sprache, Kultur und Weltanschauung (Islam) läßt ein Mehr an Gemeinsamkeit verständlicherweise kaum zu.“ (590 ff).
1995 war die Einwohnerzahl auf 6977 gestiegen, der Ausländeranteil auf 15,4 Prozent. (Hoggenmüller, Heimat am Hochrhein, S. 18).
Gradmesser jeder Weiterentwicklung in diesem Verhältnis sind Kindergarten und Grundschule, die 'von Klein an' die Kulturen neu zusammenbringen Die neuen Generationen seit den 1980er Jahren haben jedenfalls keine Sprachprobleme mehr und der Internationalismus durch die Globalisierung trägt das seine zur künftigen Vermischung bei.
> Zur Entwicklung seit Mitte der letzten drei Jahrzehnte siehe die Kapitel in der Gemeinde- und Bürgerschaftsbeschreibung von Lauchringen. Dort auch Angaben zur Kirchengeschichte.